# Південноафриканська армія
Південноафриканська армія є основним сухопутним військом Південної Африки, що входить до складу Південноафриканських національних сил оборони (SANDF) разом з Південноафриканськими ВПС, ВМС і Південноафриканською військово-медичною службою.
Армією командує начальник армії, який підпорядковується начальнику САНДФ.
Сформовані в 1912 році як Сили оборони Союзу в Південно-Африканському Союзі шляхом об'єднання південноафриканських колоніальних сил після об'єднання Південної Африки. Вони розвивалися в рамках традиції прикордонної війни, яку вели бурські командос (ополченці), підкріпленої історичною недовірою африканців до великих постійних армій. Після приходу до влади Національної партії давні зв'язки армії з країнами Співдружності були розірвані.
Наприкінці апартеїду та попередніх потрясінь південноафриканська армія зазнала фундаментальних змін, коли Південноафриканські оборонні сили були перетворені на Південноафриканські збройні сили (SANDF). Цей процес також призвів до того, що звання і віковий баланс армії відчайдушно погіршився, хоча станом на зараз він значно покращився.
За свою історію південноафриканська армія брала участь у низці великих війн, включаючи Першу і Другу світові війни, війну в Родезії і тривалу і жорстоку Прикордонну війну. Південноафриканська армія також брала участь у багатьох миротворчих операціях, таких як інтервенція в Лесото, громадянська війна в Центральноафриканській Республіці та численні антиповстанські операції в Африці; часто під егідою Організації Об'єднаних Націй або в рамках ширших операцій Африканського Союзу на півдні Африки. Вона також відіграла ключову роль у контролі над політичним насильством на релігійному ґрунті в Південній Африці наприкінці 1980-х і на початку 1990-х років.

## Історія
Після утворення Південно-Африканського Союзу в 1910 році генерал Ян Смутс, перший міністр оборони Союзу, надав першочергового значення створенню об'єднаних збройних сил з окремих армій чотирьох провінцій Союзу (британських колоніальних сил Капської провінції, сил колонії Наталь, Трансваалю і колонії Оранжевої річки). Закон про оборону (№ 13) від 1912 року створив Сили оборони Союзу (СОС), які включали регулярні сили, кадрових солдатів, активні громадянські сили, що складалися з тимчасових призовників і добровольців, а також кадетську організацію. Закон 1912 року також зобов'язував усіх білих чоловіків у віці від сімнадцяти до шістдесяти років служити в армії, але це не було суворо дотримано, оскільки існувала велика кількість добровольців. Натомість половина білих чоловіків у віці від 17 до 25 років були призвані до ACF (Активні Громадянські Сили) за жеребом. Для навчальних цілей Союз був поділений на 15 військових округів:2.
Спочатку Постійні сили складалися з п'яти полків Південноафриканських кінних стрільців (SAMR), кожен з яких мав артилерійську батарею. За Дорнінгом «…SAMR насправді була військовою поліцією, подібною до Капських кінних стрільців, завданням якої було переважно виконання поліцейських функцій у відповідних географічних районах»:3. У 1913 і 1914 роках нові Громадянські сили чисельністю 23 400 осіб були покликані для придушення кількох промислових страйків на Вітватерсранді.
Відповідно до Закону про оборону 1912 року, 1 липня 1913 року під командуванням бригадного генерала К. Ф. Байєрса було створено Активні Громадянські Сили (ACF). Затверджена чисельність АГС і Сил берегового гарнізону становила 25 155 осіб, а станом на 31 грудня фактична чисельність становила 23 462 особи.

### Перша світова війна

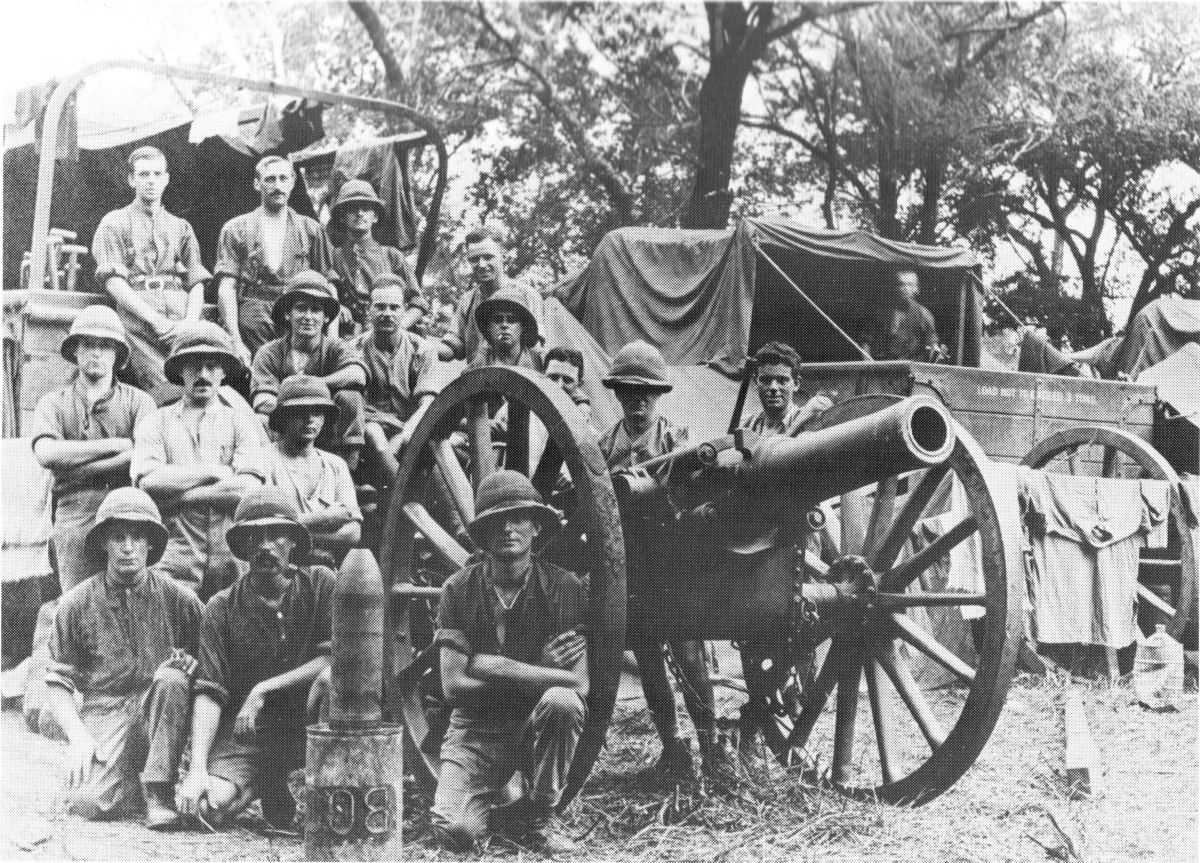
5,4-дюймова гаубиця BL з екіпажем, Східна Африка, 1916 або 1917 рік.

Після оголошення Великою Британією війни Німеччині 4 серпня 1914 року Південна Африка стала продовженням британських воєнних зусиль завдяки своєму статусу домініону в складі імперії. Хоча Південна Африка була самоврядною, вона, разом з іншими домініонами, такими як Австралія, Канада та Нова Зеландія, була лише напівнезалежною від Британії.
Генерал Луїс Бота, тодішній прем'єр-міністр, зіткнувся з великим небажанням африканців до боротьби на боці Великої Британії невдовзі після Другої англо-бурської війни і був змушений придушити військовий заколот деяких найбільш екстремістських елементів, перш ніж відправити експедиційні сили чисельністю близько 67 000 солдатів для вторгнення в німецьку Південно-Західну Африку (нині Намібія). Німецькі війська, дислоковані там, врешті-решт здалися південноафриканським військам у липні 1915 року. У 1920 році Південна Африка отримала мандат Ліги Націй на управління колишньою німецькою колонією і підготовку її до незалежності протягом декількох років, проте південноафриканська окупація тривала, незаконно, до 1990 року.

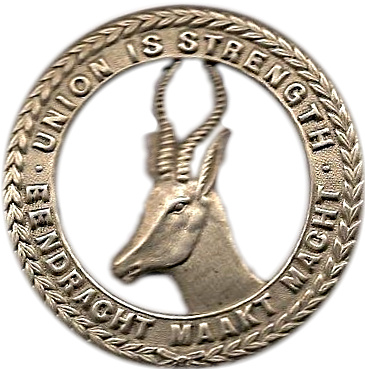
Кашкет 1-ї піхотної бригади SA

Пізніше Південноафриканська піхотна бригада та інші допоміжні підрозділи, такі як Південноафриканський корінний трудовий корпус, були перекинуті до Франції для участі в бойових діях на Західному фронті як Південноафриканські експедиційні сили під британським командуванням. 1-а Південноафриканська бригада складалася з чотирьох піхотних батальйонів, що представляли чоловіків з усіх чотирьох провінцій Південно-Африканського Союзу, а також Родезії. 1-й полк був з Капської провінції, 2-й полк — з Наталу і Помаранчевої вільної держави, а 3-й полк — з Трансваалю і Родезії. 4-й полк називався Південноафриканським шотландським і був сформований з Трансваальських шотландських і Кейптаунських горців; вони носили шотландський тартан. Допоміжні підрозділи включали п'ять батарей важкої артилерії, польовий санітарний загін, роту зв'язку Королівських інженерів і військовий госпіталь.

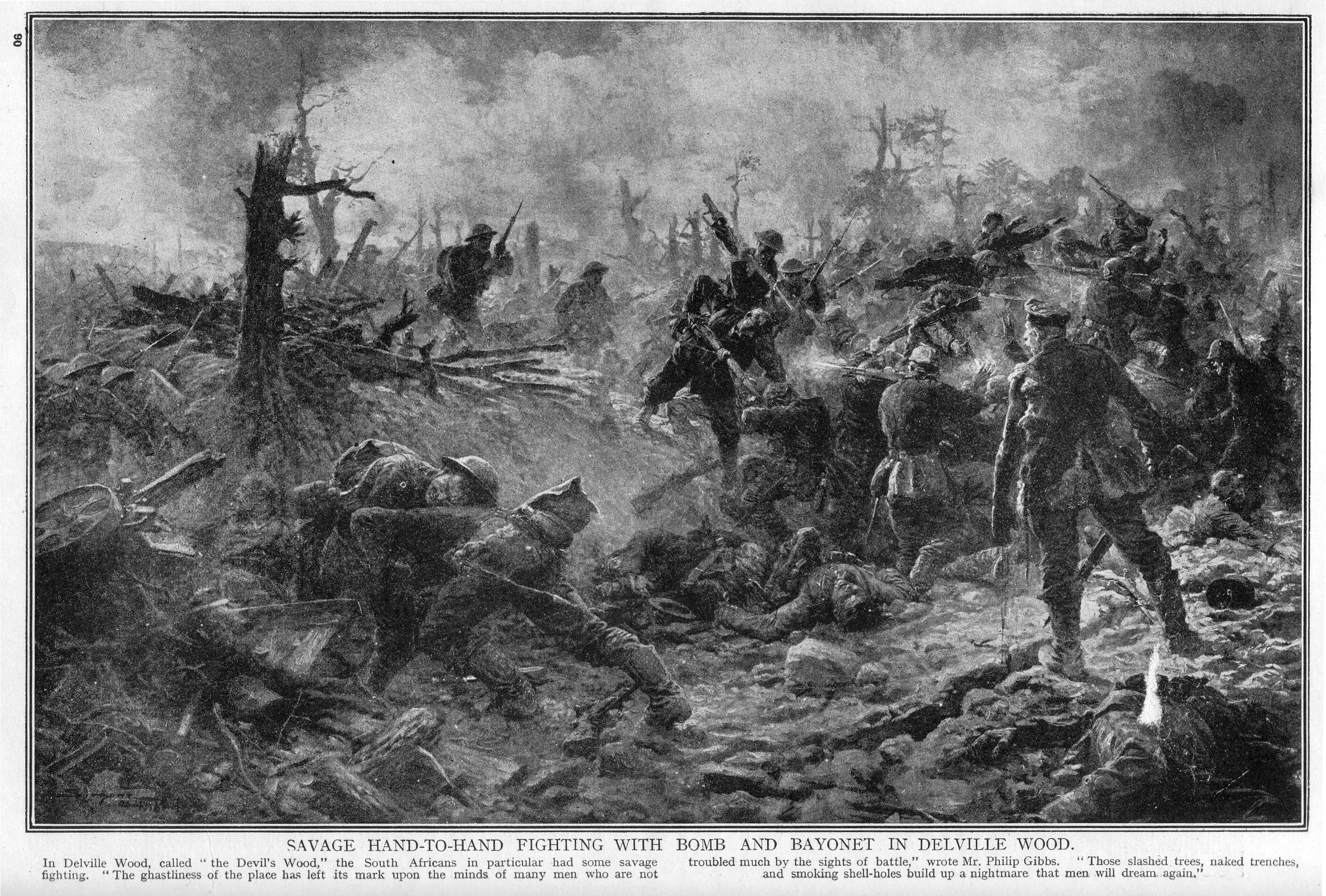
Південноафриканці та родезійці б'ються з німцями врукопашну в Делвільському лісі

Найбільш кровопролитною битвою, в якій брали участь південноафриканські війська на Західному фронті, стала битва в Делвільському лісі в 1916 році — з 3 000 бійців бригади, які увійшли до лісу, неушкодженими залишилися лише 768. Ще однією трагічною втратою для південноафриканських військ під час війни стала загибель «Менді» 21 лютого 1917 року, коли військовий корабель «Менді», який перевозив 607 членів Південноафриканського корінного трудового корпусу з Британії до Франції, був атакований і розділений майже навпіл іншим кораблем.
Крім того, у війні проти німецьких та аскарійських військ у Німецькій Східній Африці також брали участь понад 20 000 південноафриканських солдатів; вони воювали під командуванням генерала Яна Смутса, коли він керував британською кампанією проти них у 1915 році.
Кольорові південноафриканці також брали участь у бойових діях Капського корпусу в Палестині.
З населенням близько 6 мільйонів у 1914—1918 роках понад 250 000 південноафриканців усіх рас добровільно служили своїй країні. Тисячі інших служили безпосередньо в британській армії, понад 3 000 приєдналися до Британського королівського льотного корпусу і понад 100 добровольців пішли до Королівського військово-морського флоту. Понад 146 000 білих, 83 000 чорношкірих африканців і 2 500 кольорових та азіатів також служили в німецькій Південно-Західній Африці, Східній Африці, на Близькому Сході або на Західному фронті в Європі. Загинуло близько 19 000 південноафриканців, понад 7 000 були вбиті і майже 12 000 були поранені в ході війни. Вісім південноафриканців були нагороджені Хрестом Вікторії за відвагу, найвищою і найпрестижнішою військовою медаллю імперії. Битва при Делвілл-Вуд і потоплення есмінця «Менді» були наймасштабнішими випадками людських втрат.

### Міжвоєнна доба
Втрати під час війни та повоєнна демобілізація послабили армію. Нове законодавство 1922 року відновило військову повинність для білих чоловіків старше 21 року для чотирирічної військової підготовки та служби і відновило регулярні сили. Війська взяли на себе завдання внутрішньої безпеки в Південній Африці і придушили кілька повстань проти південноафриканського панування в Південно-Західній Африці. Південноафриканці зазнали великих втрат, особливо в 1922 році, коли незалежна група готтентотів, відома як «Бондельсвартс-Геро» за чорні пов'язки, які вони носили в бою, очолила одне з численних повстань; в 1925 році, коли змішане населення — бастери — вимагало культурної автономії і політичної незалежності; і в 1932 році, коли населення овамбо на кордоні з Анголою вимагало припинення південноафриканського панування. Під час страйку в Ранді 1922 року було призвано 14 000 членів Активних Громадянських Сил і деяких резервістів класу «А».
Скорочення витрат призвело до скорочення чисельності АГС в цілому. Останній полк Південноафриканських кінних стрільців був розформований 31 березня 1926 року, а кількість військових округів була скорочена з 16 до шести 1 квітня 1926 року. Штаб бригади польової артилерії Південно-Африканської Республіки також був розформований. У 1933 році шість військових округів були перейменовані на командування:9. В результаті політики призову до армії, до кінця 1930-х років армія збільшила чисельність своїх діючих сил до 56 000 чоловік; 100 000 чоловік також належали до Резерву національних стрільців, який забезпечував підготовку та практику зі зброєю.

### Друга світова війна

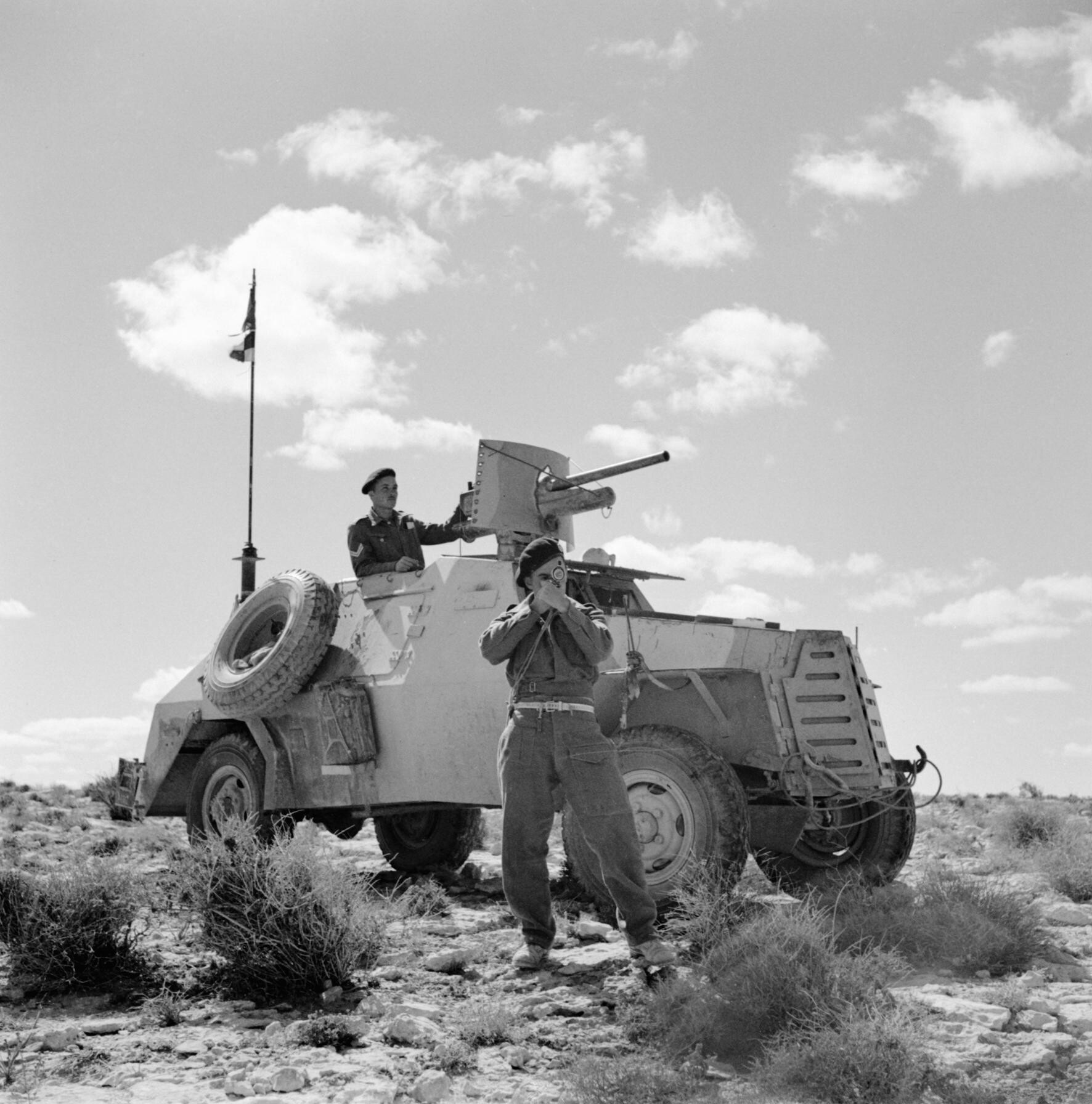
Південноафриканський бронеавтомобіль Marmon-Herrington проводить розвідку в Північній Африці.

Під час Другої світової війни південноафриканська армія брала участь у Східноафриканській, Північноафриканській та Італійській кампаніях. У 1939 році армія на батьківщині, в Південній Африці, була розділена між кількома регіональними командуваннями. До них належали Кейпське командування (зі штаб-квартирою в замку Доброї Надії в Кейптауні), командування Помаранчевої вільної держави, командування Наталя, командування Вітватерсранда (5-а і 9-а бригади плюс кінна артилерія Трансваалю), командування Робертових висот і Трансваалю (штаб-квартира на Робертових висотах) і командування Східної провінції в Східному Лондоні.
На час оголошення війни у вересні 1939 року південноафриканська армія налічувала лише 5 353 регулярних військовослужбовців, а ще 14 631 чоловік входило до складу Активних громадянських сил (ACF), які в мирний час проводили підготовку добровольців, а під час війни складуть основну частину армії. Довоєнні плани не передбачали, що армія буде воювати за межами Південної Африки, і вона була підготовлена і оснащена лише для ведення бойових дій в рідній місцевости.
Одна з проблем, з якою постійно стикалася Південна Африка під час війни, була нестача пригодних для призову чоловіків. Через свою расову політику вона розглядала можливість озброєння лише чоловіків європейського походження, що обмежувало наявний резерв чоловіків віком від 20 до 40 років до 320 000. Крім того, оголошення війни Німеччині мало підтримку лише вузької більшості в південноафриканському парламенті і було далеко не всенародно підтримуваним. Насправді, існувала значна меншість, яка активно виступала проти війни, і за таких умов призов до армії ніколи не був варіантом. Розширення армії та її розгортання за кордоном повністю залежало від добровольців.
1-а південноафриканська піхотна дивізія взяла участь у кількох операціях у Східній Африці в 1940 році, Північній Африці в 1941 і 1942 роках, в тому числі у Другій битві за Ель-Аламейн, перш ніж була виведена до Південної Африки.
2-га південноафриканська піхотна дивізія також брала участь у низці боїв у Північній Африці протягом 1942 року, але 21 червня 1942 року дві повні піхотні бригади дивізії, а також більшість допоміжних підрозділів були захоплені в полон під час падіння Тобрука.
3-я південноафриканська піхотна дивізія ніколи не брала активної участі в боях, натомість організовувала і тренувала сили внутрішньої оборони ПАР, виконувала гарнізонні обов'язки і постачала додаткові сили для 1-ї південноафриканської піхотної дивізії і 2-ї південноафриканської піхотної дивізії. Однак одна з бригад цієї дивізії — 7-й південноафриканський піхотний батальйон у Фалаборві — взяла участь у вторгненні на Мадагаскар у 1942 році.
6-та південноафриканська бронетанкова дивізія брала участь у численних боях в Італії з 1944 по 1945 рік.

З 334 000 чоловіків, які добровільно пішли на постійну службу до південноафриканської армії під час війни (в тому числі близько 211 000 білих, 77 000 чорношкірих і 46 000 капських колоністів і азіатів), близько 9 000 загинули в бою, хоча Комісія з військових поховань Співдружності має дані про 11 023 відомих південноафриканців, загиблих у Другій світовій війні.

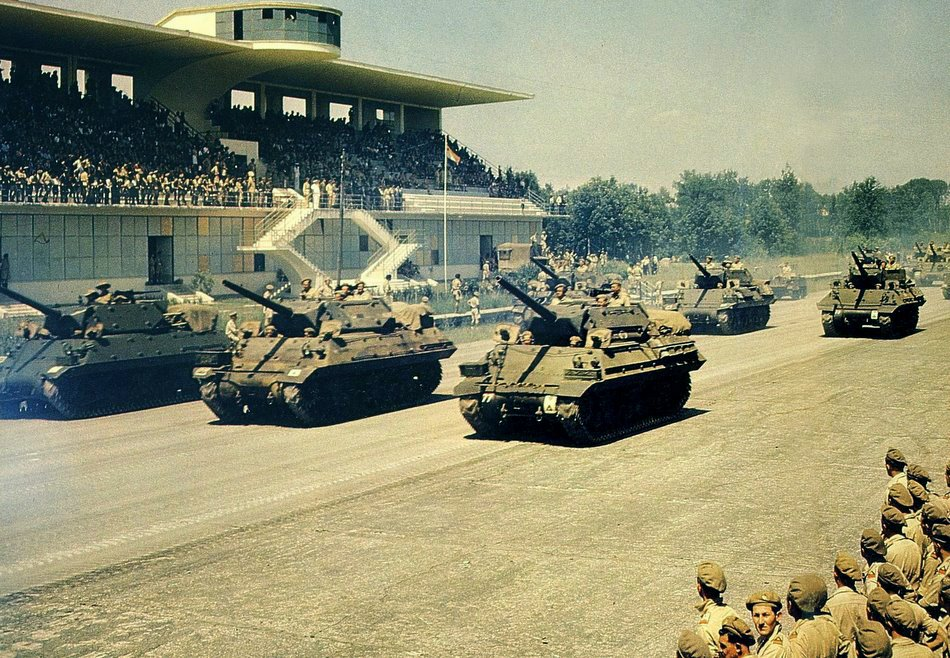
Генерал Марк В. Кларк (15-а армійська група) приймає салют від танкових есмінців М-10 11-ї бронетанкової бригади 6-ї південноафриканської бронетанкової дивізії на параді з нагоди завершення воєнних дій в Італії. Автодром Монца: 14 липня 1945 року

### Повоєнний період
Після Другої світової війни експансія воєнного часу знову змінилася швидкою демобілізацією. На той час століття англо-бурських зіткнень, що супроводжувалися десятиліттями зростаючого британського впливу в Південній Африці, підживлювали невдоволення африканерів. Відродження націоналізму африканерів стало важливим фактором зростання Національної партії (НП) з наближенням виборів 1948 року. Після незначної перемоги НП на виборах 1948 року уряд розпочав послідовну африканізацію армії; він розширив обов'язки військової служби і суворіше виконував закони про призов. Більшість призовників проходили тримісячну підготовку в рамках програми «Громадянські сили» протягом першого року служби, а також додаткові три тижні підготовки щороку протягом чотирьох років після цього.
У 1948 році новий міністр оборони Франс Еразм поставив собі за мету «вирівняти умови гри» в Силах оборони Союзу, які були сильно орієнтовані на Велику Британію у використанні, структурі, уніформі та номенклатурі. Це перетворилося зі спроби позитивної дискримінації на «політично забарвлену чистку».
Різні підрозділи командос, які раніше називалися «Skietverenigings», пізніше були класифіковані як незалежні командос типу A, B або C і продовжували існувати як однобатальйонні або невеликі незалежні підрозділи. В рамках післявоєнної реорганізації в 1948 році були розформовані оборонні стрілецькі асоціації, на зміну яким прийшла нова організація «Коммандо» чисельністю 90 000 чоловік. У той же час, засновані в 1934 році однобатальйонні полки, орієнтовані на африкаанс, зазнали щонайменше одну зміну назви, а іноді й більше. Першою жертвою став відомий полк «Мідделландсе», який у 1954 році став полком ім. Гедеона Схіперса.
Було також вирішено створити і утримувати дві повноцінні армійські дивізії в складі армії: 1 південноафриканську піхотну дивізію і 6 південноафриканську бронетанкову дивізію, що складалися з 1, 2, 3, 12 і 13 (CF) піхотних бригад і 11-ї бронетанкової бригади (PF). Дивізії були формально створені 1 липня 1948 року, але, за винятком 11 бригади, вони були розформовані 1 листопада 1949 року, головним чином, через труднощі з набором добровольців для комплектування бригад Народної Армії. 11-та бронетанкова бригада була розформована 1 жовтня 1953 року. Однак на початку 1950-х років Союз зобов'язався надати одну бронетанкову дивізію для активної служби на Близькому Сході на випадок війни в регіоні. З цією метою було замовлено близько 200 танків Centurion, перші з яких були доставлені в липні 1952 року. Під час навчань «Оранж», проведених у 1956 році, армія вперше випробувала свої «Центуріони» в умовах імітації ядерної війни.
Закон про оборону (№ 44) від 1957 року перейменував Армію оборони Південної Африки (UDF) на Південноафриканські сили оборони (SADF) і створив у її складі деякі підрозділи швидкого реагування для реагування на локальні загрози. У 1958 році чисельність SADF, яка налічувала близько 20 000 осіб, зросте до майже 80 000 протягом наступних двох десятиліть.
У 1960 році відбулася ще одна хвиля зміни назв полків. Полк Гедеона Схіперса став полком Грут Кару, а три полки, названі на честь відомих бурських генералів: полк Де Ла Рей (з огляду на 13 бойових відзнак у Другій світовій війні, найвідоміший з батальйонів 1934 року), полк Луу Вепенер і полк Де Вет були незрозумілим чином перейменовані на полк Вес-Трансвааль, полк Ус-Врістаат і полк Нурд-Врістаат. Після наполегливих зусиль полк Вес-Трансвааль, полк Ус-Врістаат і полк Норд-Врістаат повернули собі свої почесні назви.
Після проголошення Південно-Африканської Республіки в 1961 році титул «Королівський» було вилучено з назв таких армійських полків, як Натальський карабінерський і Дурбанський легкий піхотний, а корону прибрали з полкових значків.

### Війна в Намібії (1966—1989)
На початку 1960-х років військова загроза з боку Народної організації Південно-Західної Африки (SWAPO) та її комуністичних прибічників у Південно-Західній Африці спонукала уряд ПАР посилити військовий обов'язок і подовжити термін військової служби. Закон про оборону (№ 12) 1961 року уповноважив міністра оборони розгортати війська «Громадянських сил» і «Коммандос» для придушення заворушень, часто для придушення демонстрацій проти апартеїду, особливо коли вони переростали в масові заворушення з людськими жертвами. Закон про оборону (№ 85) 1967 року також розширив військові обов'язки, зобов'язавши білих громадян чоловічої статі нести національну службу, включаючи початковий період навчання, період дійсної служби та кілька років у резерві, які підлягають негайному призову.

З 1966 по 1989 рр. сили оборони разом із допоміжними Територіальними силами Південно-Західної Африки вели контрповстанську Південноафриканську прикордонну війну проти повстанців СВАПО в Південно-Західній Африці (Намібії). Ці операції включали залучення спеціальних підрозділів, таких як південноафриканський 32-й батальйон. Вони також проводили операції на підтримку повстанців УНІТА в Анголі та проти кубинських військ, які підтримували ангольський уряд.
| - 7 Південноафриканська піхотна дивізія (штаб-квартира Йоганнесбург) - 71 моторизована бригада (Кейптаун) - Кейптаунські горці - Кейптаунські стрільці - Полк Західної провінції - 72 моторизована бригада (Йоганнесбург) - Йоганнесбурзький полк - 1 Трансваальський шотландський полк - 2 Трансваальський шотландський полк - 73 моторизована бригада (колись у Кенсінгтоні) - Рандська легка піхотна бригада - Полк Луу Вепнера (Ледібренд) - Полк Кімберлі (Кімберлі) - Дивізійні війська - Легкий кінний полк (Йоганнесбург) - Капська польова артилерія - 7-й легкий зенітний полк - 14-й польовий артилерійський полк (Потчефструм) | - 8 SA Armoured Division (Дурбан) - 81 Armoured Brigade (Преторія) - Преторійський полк (бронетанковий) (Преторія) - Преторійські горці - Полк Боланд - 82 механізована бригада (Потчефструм) - 1 Полк де ла Рей - Полк де Вет - Полк Вітватерсранд (Гермістон) - 84 моторизована бригада (Дурбан) - 1 Дурбанська легка піхота (Дурбан) - 2 Дурбанська легка піхотаШаблон:Сумнівна - Гвардія принца Альфреда - Дивізійні війська - Кінні гвинтівки Умвоті (бронемашини) - Трансваальська державна артилерія - Трансваальська кінна артилерія |

John Keegan, World Armies, p.639
Що стосується звичайних формувань, то 1 квітня 1965 року було створено 7 південноафриканську дивізію і 17, 18 і 19 бригади. Через два роки було вирішено організувати регулярні війська армії у дві дивізії, підпорядковані штабу корпусу. Обидві дивізії були переважно резервними формуваннями (Citizen Force), хоча штаби дивізії і бригади належали до постійних сил. Штаби обох дивізій були створені 1 серпня 1974 року, а 8-а бронетанкова дивізія діяла у своєму штабі в Лордс-Граундс, Дурбан, щонайменше до 27 вересня 1992 року. Сам перший південноафриканський корпус був створений у серпні 1974 року і діяв до 30 січня 1977 року. З книги полковника Лайонела Крука про 71 бригаду випливає, tщо чотири з шести бригад були перейменовані з 16, 17, 18 і 19 бригад. 71 мотопіхотна бригада була колишньою 17 бригадою, 72 бригада була колишньою 18 бригадою, 73 бригада була новим формуванням, 81 бригада була колишньою 16 бригадою, 82 бригада була колишньою 19 бригадою, а 84 бригада була новою.:2
На початку 1980-х років армія була реструктуризована з метою протидії всім формам повстанського руху, водночас зберігаючи надійні звичайні збройні сили. Щоб відповідати цим вимогам, армія була поділена на звичайні сили і сили боротьби з повстанцями. Сили боротьби з повстанцями були поділені на дев'ять територіальних командувань, кожне з яких підпорядковувалося Головнокомандувачу Сухопутних військ. Ці сили складалися з членів Постійних сил, командос і кількох окремих підрозділів Цивільних сил. Громадянські сили, через 7 і 8 дивізії, забезпечували звичайну оборону. До липня 1987 року кількість територіальних командувань зросла до десяти, а військова зона Волвіс Бей часто вважалася одинадцятою. Це були Командування Західної провінції (штаб-квартира в Кейптауні, 1959—1998); Командування Східної провінції (штаб-квартира в Порт-Елізабет, 1959—1998); Командування Північного Кейпу (штаб-квартира в Кімберлі); Командування Помаранчевої вільної держави (штаб-квартира в Блумфонтейні, 1959—1998); Командування Північного Трансваалю (штаб-квартира в Преторії); Командування Вітвотерсранду (штаб-квартира в Йоганнесбурзі, де було скоєно вибух у 1987 році); Північно-Західне командування (штаб-квартира Потчефструм); Східно-Трансваальське командування (штаб-квартира Нельспрут); Натальське командування (Дурбан) і Крайньо-Північне командування (штаб-квартира Пітерсбург, до складу якого наприкінці 1993 і на початку 1994 року входив полк «Хіллкрест», що входив до складу 73 моторизованої бригади, а також сама 73 бригада). Підрозділ за сумісництвом також діяв у військовій зоні Волвіс Бей.
У цей же період інженери і зв'язківці були об'єднані в перші «типові» з'єднання — Інженерне з'єднання Південноафриканської армії (у 1982 році) і З'єднання зв'язку Південноафриканської армії (у 1984 році). Обидва ці з'єднання були підпорядковані безпосередньо начальнику штабу армії.
У 1984 році Командування Північного Трансваалю було розділене і утворені Командування Східного Трансваалю (Нельспрут) і Командування Крайньої Півночі (Пітерсбург). Ці два нових командування розглядались як театри бойових дій і як такі також відповідали за звичайні операції (і підрозділи) в межах своїх районів. Наприклад, командування «Крайня Північ» мало у своєму складі 73 моторизовану бригаду. Командування «Південний мис», можливо, було розформовано, а натомість створено командування «Північний мис» у 1986 році. У 1989 році RLI стало звичайним резервом для командування «Крайня Північ». Зона відповідальності кожного командування відповідала кордонам регіонів економічного розвитку. До розформування територіальних командувань генерал Деррік Мгвебі, як повідомляється, також очолював командування «Мпумаланга».
У 1980-х роках законодавчі вимоги щодо проходження національної служби полягали в тому, щоб стати на військовий облік у віці шістнадцяти років і з'явитися на службу за викликом, який зазвичай відбувався через деякий час після досягнення чоловіком вісімнадцятиріччя або після закінчення ним школи. NЗобов'язання національної служби можна було виконати шляхом проходження дійсної військової служби протягом двох років і служби в резерві, як правило, протягом десяти або дванадцяти років. Резервісти, як правило, проходили п'ятдесят днів на рік дійсну службу або навчання після початкового періоду служби. Система здебільшого полягала в тому, що національна служба тривала 720 днів (два роки), а подальша служба в резерві становила ще 720 днів. Термін служби в резерві розподілявся залежно від потреб підрозділу і конкретного військовослужбовця. Як правило, це було дев'яносто днів «оперативної» служби одного року, а наступного року — тридцятиденна служба на додаток до будь-яких курсів, парадів чи адміністративних вечорів, які могли знадобитися. Члени Резерву могли добровільно зголоситися на подальшу службу на додаток до передбаченої мандатом. Ця додаткова, добровільна служба відзначалася нагородженням Знаком Добровільної Служби (EVS) (зараз — Знак Добровільної Служби Резерву (BRVS)) за п'ять років добровільної служби понад обов'язковий термін. Вимоги до національної служби кілька разів змінювалися протягом 1980-х і початку 1990-х років у відповідь на потреби національної безпеки, а в 1993 році їх було призупинено.

### Після 1994 року

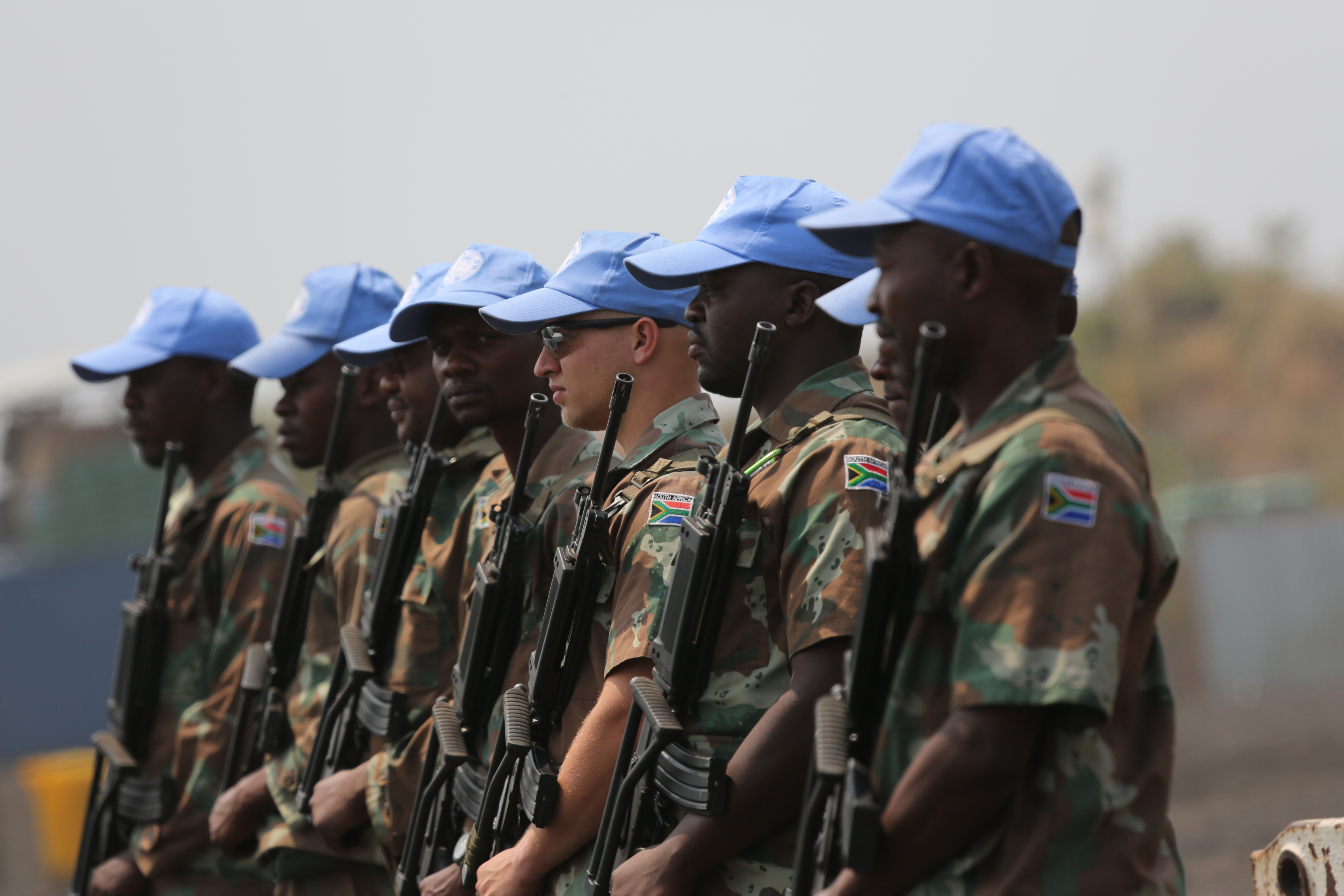
Південноафриканські війська в Сейк, за 10 км від Гоми, Демократична Республіка Конго.

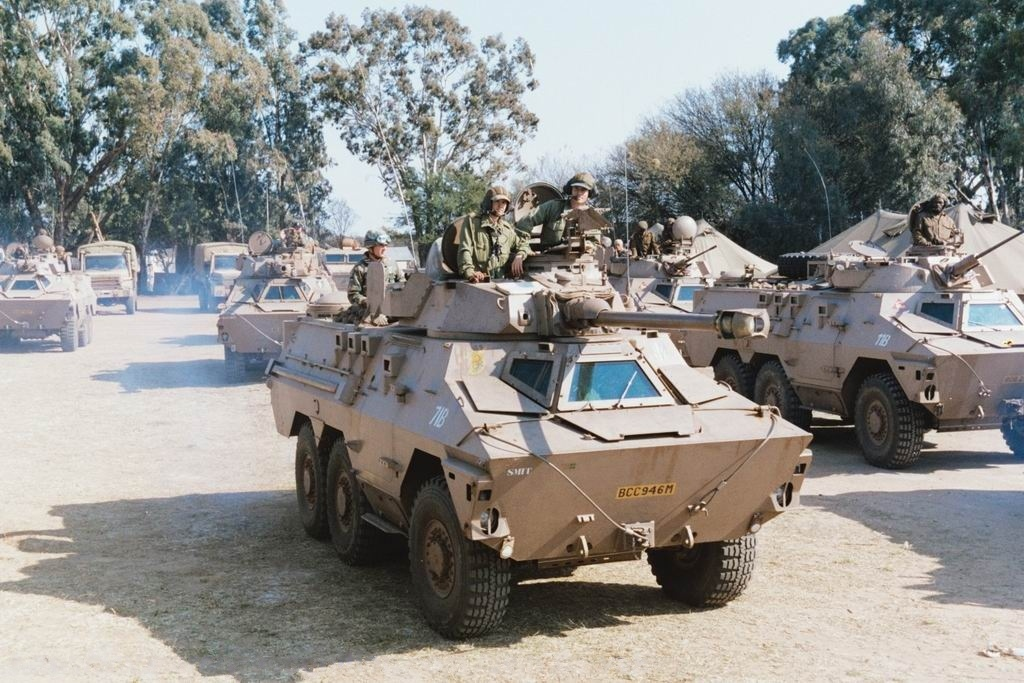
БМП «Рател» Кейптаунського гірського полку під час механізованих навчань.

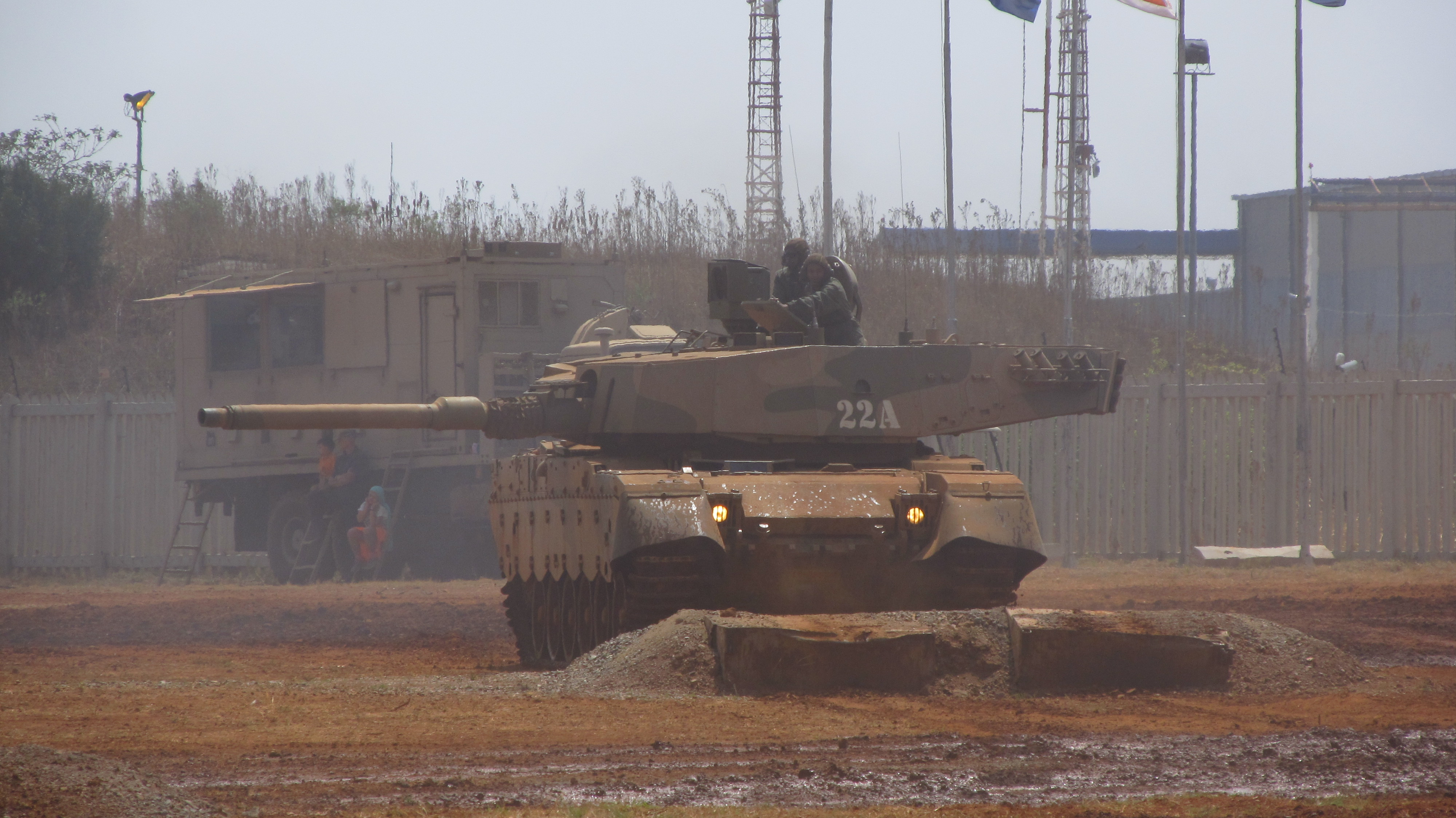
Танк Olifant Mk2 бронетанкового корпусу Південно-Африканської Республіки під час авіакосмічної виставки Africa Aerospace Expo 2014.

З початку 1990-х років (після 1992 року) до 1 квітня 1997 року армія ПАР утримувала три «малі» дивізії: 7-му (штаб Йоганнесбург), 8-му (штаб Дурбан) і 9-ту (штаб Кейптаун). Вони складалися з розвідувального батальйону, двох зенітно-ракетних дивізіонів, двох артилерійських дивізіонів (G-5 і G-6), батальйону 127-мм реактивних систем залпового вогню, інженерного батальйону, двох батальйонів БМП «Оліфант», двох батальйонів на БМП «Рател» і, нарешті, двох батальйонів на БТР «Буффель». Всі вони були об'єднані в 7-му Південноафриканську дивізію 1 квітня 1997 року і стали 73-ю, 74-ю і 75-ю бригадами відповідно.
1 квітня 1997 року полк Луу Вепенер (Вифлеєм), полк Де Вет (Кроонштадт) і полк Ден Пієнаар (Блумфонтейн) були приєднані до полку Блумспрут.
7-ма дивізія була розформована 1 квітня 1999 року, а всі армійські батальйони були приписані до «типових» з'єднань, відповідно до рекомендацій Оборонного огляду ПАР 1998 року. Структура «типових» з'єднань була впроваджена відповідно до рекомендацій аудиторської фірми Deloitte and Touche, з якою було укладено контракт на розробку плану з підвищення економічної ефективності армії ПАР. Згідно з планом Deloitte and Touche, армія мала розділити свої бойові сили на окремі з'єднання бронетанкових, піхотних, артилерійських та інженерних підрозділів. Дін-Пітер Бейкер з Південноафриканського інституту досліджень з питань безпеки вважає, що план D&T, хоча і зменшив певною мірою недовіру нового південноафриканського керівництва до залишків особового складу Сил оборони ПАР часів апартеїду на керівних посадах середньої ланки, знизив боєздатність армії і до 2011 року розглядався як помилка. ншим помилковим рішенням було рішення обмежити структуру сил SANDF, покладаючись на короткі логістичні лінії для високомеханізованих мобільних сил, що захищають національну територію, оскільки це спричиняє багато проблем з постачанням під час сучасних закордонних операцій. Це одна з головних проблем армії, і уряд розглядає різні рішення для кращого оснащення сил, які беруть участь в операціях з проектування сил за межами району.
Хоча в обох світових війнах темношкірі служили в армії як неозброєні робітники, під час Прикордонної війни з Намібією деякі темношкірі служили в сегрегованих підрозділах, а деякі підрозділи були повністю десегреговані, лише в 1994 році, коли Південна Африка досягла повної демократії, армія в цілому стала відкритою для представників усіх рас. Сьогодні Південноафриканські національні сили оборони (SANDF) мають расові квоти, щоб гарантувати, що білі, чорні, кольорові та індійські південноафриканці були пропорційно представлені у складі збройних сил.
Південноафриканські солдати служать у складі миротворчих сил ООН в Демократичній Республіці Конґо.

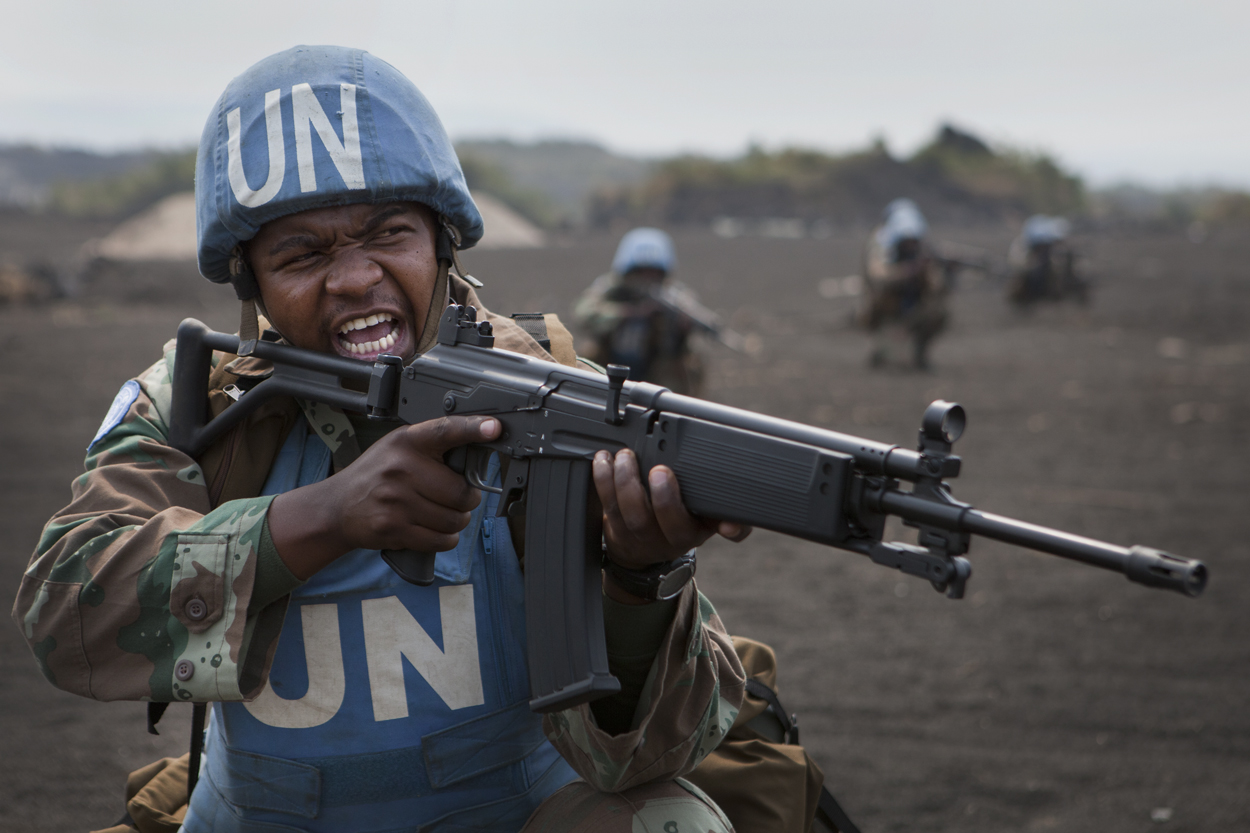
Південноафриканський солдат служить у складі Бригади сил ООН в Демократичній Республіці Конго.

У 2006 році армія випустила свій керівний документ «ARMY VISION 2020», що став новою спробою переоцінити структури 1998 року, які довели свою неспроможність. Армія планувала повернутися до дивізійної структури, на відміну від попередньої, коли підрозділи просто надавалися за потребою двом діючим бригадам. Багато в чому цей план був спробою виправити наслідки структури збройних сил, розробленої компанією Deloitte and Touche, яка набула чинності в 2001 році. Новий план передбачав створення двох дивізій і бригади спеціальних операцій для проведення гірських, десантних, повітряно-десантних і амфібійних операцій. Спеціалізовану підготовку особового складу передбачалося проводити в міру надходження коштів. Також мав бути створений ремонтний полк, який би допомагав утримувати будівлі та інфраструктуру армії і Сил оборони. Проте цей план не був реалізований і, схоже, застопорився до випуску Оборонного огляду Південної Африки 2014 року. З виходом цього огляду в середині 2014 року з'явилась можливість відновити планування 2006 року.
Висловлюється занепокоєння щодо оперативних можливостей армії з огляду на високу частку армійського бюджету, що витрачається на зарплати (близько 80 %), і низькі суми, що виділяються на капітальні (5 %) та оперативні (15 %) потреби. На додаток до великого співвідношення офіцерів до солдатів, нестачі критично важливих навичок, високого середнього віку військовослужбовців (48 років) і низької частки військовослужбовців, які за станом здоров'я є достатньо придатними для швидкого розгортання (близько 10 % особового складу), в армії спостерігається дефіцит кваліфікованих кадрів.

### Миротворчі та інші операції
Після 1994 року південноафриканська армія брала активну участь у миротворчих операціях під командуванням Організації Об'єднаних Націй та Африканського Союзу в інших африканських країнах, таких як Місія Організації Об'єднаних Націй в Судані (МООНВС), Операція Організації Об'єднаних Націй в Бурунді (ОООНБ) та Місія Організації Об'єднаних Націй зі стабілізації в Демократичній Республіці Конго (МООНСДРК), і успішно справляється з цими завданнями, незважаючи на деякі труднощі та бюджетні скорочення.
Серед інших операцій, які були доручені армії урядом: Операція «Болеас» (Лесото), операція «Фібр» (Бурунді), операція «Тритон» (п'ять разів на Коморських островах), операція «Амфібія» (Руанда), операція «Монтего» (Ліберія), операція «Еспресо» (Ефіопія), операція «Кордіт» (Судан), операція «Тевтон» і операція «Буліса» (обидві в Демократичній Республіці Конго), операція «Прайстайн» (Кот-д'Івуар), операція «Вімбезела» (Центральноафриканська республіка), і операція «Бонгане» (Уганда).
Найвідомішими операціями ООН з 1994 року були операція «Вімбезела» (Центральноафриканська Республіка) і операція «Містраль», внесок Південної Африки в місію ООН в Демократичній Республіці Конго. Операція в Центральній Африці швидко переросла в бойові дії і призвела до загибелі 15 солдатів з 1 парашутно-десантного батальйону в Бангі. Участь в операції «Містраль», яка розпочалася у 2009 році, набула зовсім іншого характеру, коли у 2013 році контингент був відправлений до складу Сил ООН, бригади чисельністю близько 3000 військовослужбовців, які були санкціоновані Радою Безпеки ООН 28 березня 2013 року Резолюцією Ради Безпеки ООН № 2098. Це перший миротворчий підрозділ Організації Об'єднаних Націй, якому було доручено проводити наступальні операції проти озброєних повстанських груп, що діють на сході Демократичної Республіки Конго, особливо проти тих, які загрожують державній владі та цивільній безпеці. Вони також можуть виконувати свій мандат без допомоги конголезької армії. Бригада складається з військовослужбовців з Танзанії, Південної Африки та Малаві і має кілька успішних операцій проти повстанських угруповань, таких як міліція М23.
Усі країни Південноафриканського співтовариства з розвитку (SADC), в тому числі Південна Африка, працюють над створенням бригади резерву SADC як елементу Африканських резервних сил. Робота над створенням і зміцненням цих регіональних бригад має сприяти миру і безпеці в регіоні. Основні виклики, які стоять перед армією сьогодні, — це перегляд поточної структури збройних сил, збалансування бюджету, інтеграція нового обладнання для заміни кількох застарілих систем, а також підготовка сил для Африканських резервних сил і Африканського потенціалу негайного реагування на кризові ситуації.

## Структура
З часу прийняття Закону про оборону 1912 року південноафриканська армія складається, в загальних рисах, з трьох угруповань. Перше — це постійна армія, також відома з 1970-х років як Постійні сили. Відповідно до положень Закону 1912 року було також створено військовий резерв, який спочатку називався Сили активних громадян. Сили були створені 1 липня 1913 року. Протягом багатьох років вони також називалися Активними резервними силами, Громадянськими силами, Звичайним резервом і Територіальним резервом. У плані Deloitte and Touche, а також у різних політичних документах протягом багатьох років згадується «Концепція єдиних сил», згідно з якою резервісти і резервні підрозділи повинні розглядатися нарівні з колегами з постійних збройних сил. На практиці це часто не так.
Через реструктуризацію Резерву, точну кількість резервістів важко встановити. Проте плановий показник на 2011/12 рік становив 12 400 резервістів.
Третє угруповання — це Оборонні стрілецькі асоціації, які згодом перетворилися на «Коммандос», сільські сили самооборони. До складу «Коммандос» входило ще кілька тисяч членів. Кожен коммандос відповідав за охорону і захист певної громади (як сільської, так і міської). Однак ця система була ліквідована між 2003 і 2008 роками «через роль, яку вона відігравала в епоху апартеїду», за словами міністра охорони і безпеки Чарльза Нкакули. Останній підрозділ коммандос, що дислокувався в Гаррісміті у Вільному Штаті, був розформований у березні 2008 року.
Південноафриканські військові звання походять від звань британських збройних сил, а армійські звання — від звань британської армії.
Командна структура армії ПАР виглядає наступним чином:

### Управління
- Начальник структури сил армії ПАР — відповідає за структуру армії ПАР з метою забезпечення компоненту сухопутної оборони, що входить до складу армії ПАР[41]*Chief of the SA Army Force Preparation — Responsible for directing, orchestrating and controlling the combat readiness of SA Army Forces*Chief of the SA Army Corporate Services — Directing corporate resources, services and advice directed towards operationalising the SA Army strategy.*Inspector General — Provides an internal audit service within the Army strategy. *Chief of the SA Army Reserves — To give specialist advice to Chief of the SA Army and his staff in all Reserves related issues *Sergeant Major of the Army — To enhance discipline in the SA Army and enforce standards of discipline..
- Начальник підготовки сил армії ПАР — відповідає за керівництво, організацію і контроль бойової готовності сил армії ПАР.
- Начальник корпоративних служб армії ПАР — керує корпоративними ресурсами, послугами і консультаціями, спрямованими на реалізацію стратегії армії ПАР.
- Генеральний інспектор — забезпечує службу внутрішнього аудиту в рамках стратегії армії.
- Начальник резервів Армії ПАР — надає фахові консультації Головнокомандувачу Армії ПАР та його співробітникам з усіх питань, пов'язаних з резервами.
- Сержант-майор армії — підвищує дисципліну в армії ПАР і забезпечує дотримання стандартів дисципліни.

### З'єднання та підрозділи

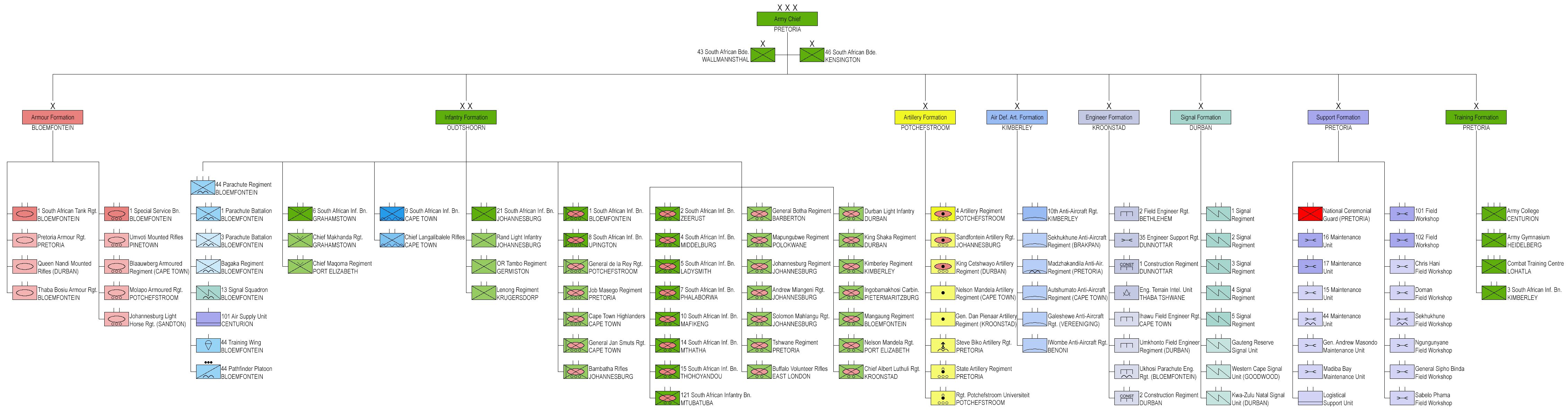
Оперативні підрозділи OrBat південноафриканської армії (натисніть, щоб збільшити)

Дві постійні армійські бригади — це штаб 43 Південноафриканської бригади і штаб 46 Південноафриканської бригади. Кожен з цих двох штабів організований таким чином, щоб забезпечити чотири штабні групи. Дві з цих груп повинні бути готові до розгортання в будь-який час, в той час як дві інші перебувають у відпустці або на навчанні.
Відповідно до структурного плану Deloitte and Touche, армія була реорганізована в однорідні «формування»:
- Південноафриканський бронетанковий корпус
- Піхотне формування Південно-Африканської армії
- Артилерійське з'єднання Південно-Африканської армії
- Артилерійське формування протиповітряної оборони Південно-Африканської армії
- Інженерне з'єднання Південно-Африканської армії
- З'єднання зв'язку Південно-Африканської армії
- Формування забезпечення армії ПАР
- Тренувальне формування армії Південної Африки
- Центр бойової підготовки армії (Лохатла)

Багато армійських підрозділів зазвичай підпорядковуються дев'яти об'єднаним оперативно-тактичним штабам, які безпосередньо підпорядковуються начальнику об'єднаних операцій SANDF через Відділ об'єднаних операцій (IISS 2013). Бригадний генерал Макгілл Александер обійняв посаду командувача Південної оперативно-тактичної групи (RJTF) у 2002 році, але в 2003 році йому було доручено закрити всі RJTF.
Південноафриканська армія змінює структуру на «4 сучасні бригади». Перша з них — Механізована бригада — вже створена в Лохатлі в Північному Кейпі.

### Військові бази
Південноафриканська армія має великі бази в усіх 9 провінціях країни, переважно у великих містах і містечках або поблизу них: Армія має 10 баз загальної підтримки, які є частиною Формування підтримки армії Південної Африки.

#### Східнокапська провінція
- На військовій базі Гремстаун дислокується 6-й південноафриканський піхотний батальйон (десантно-штурмовий) і Головний полк Маханда (десантно-штурмовий).
- У Порт-Елізабет дислокується Головний десантний полк «Макома».
- На військовій базі Мтатха дислокується 14 південноафриканський піхотний батальйон (мотопіхота).
- У Порт-Елізабет дислокується полк Нельсона Мандели (легка піхота).
- У Східному Лондоні дислокується Добровольчий стрілецький полк «Буйвол» (легка піхота).

#### Вільний штат

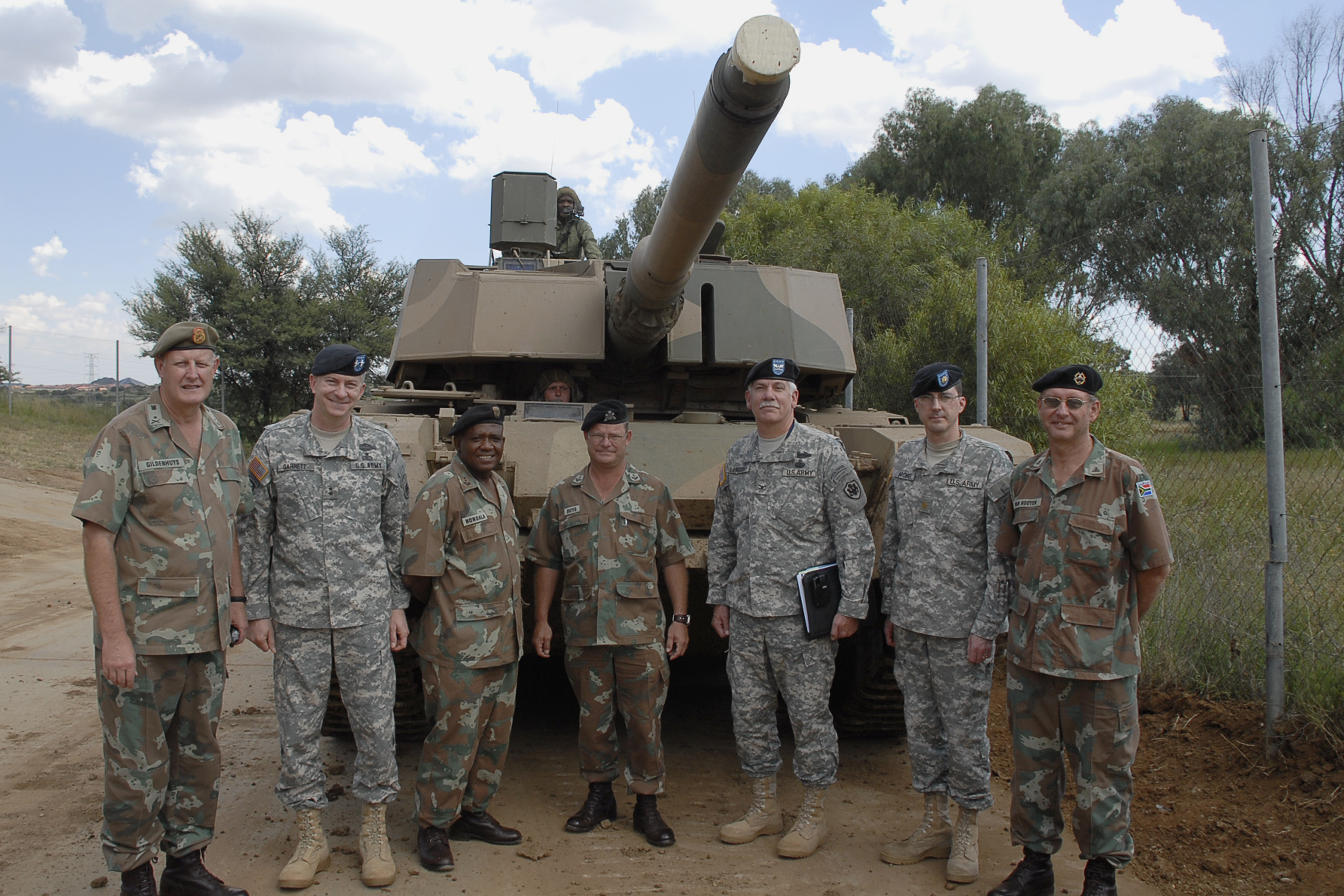
Генерал-майор Вільям Б. Гарретт ІІІ з Африканського командування Збройних Сил США відвідав Блумфонтейнську школу бронетанкових військ на базі Темпе.

- Однією з найбільших баз в країні[47] є військова база Темпе, яка розташована в Блумфонтейні і є домом для 1 Південноафриканського танкового полку, 1 батальйону спеціального призначення (бронетанковий полк), Південноафриканської школи бронетанкових військ (яка пропонує децентралізовану підготовку регулярних і резервних полків), 44 парашутного полку і 1 Південноафриканського піхотного батальйону (механізованої піхоти). Тут також розташоване крило парашутно-десантної підготовки.
- У Блумфонтейні також дислокуються полк Мангаунг (легка піхота), артилерійський полк генерала Дана Пієнаара (артилерія) і бронетанковий полк Таба Босіу (танковий полк), а також 3 військові госпіталі.
- У Кроонштадті знаходиться інженерна школа та армійський оркестр. У Вифлеємі дислокується 2 польовий інженерний полк SAEC.[48][49]

#### Гаутенг
- Штаб-квартира армії розташована в Деквар Роуд, Преторія, де також знаходиться Державний артилерійський полк (артилерія) і Преторійський бронетанковий полк (танковий полк).
- У Преторії розташована велика база об'єднаних сил під назвою Таба Тшване, де також розміщені Південноафриканський армійський коледж, Національна церемоніальна гвардія і оркестр, Школа військової поліції, 1 військовий госпіталь, зенітний полк Маджаканділа (зенітна артилерія), полк Тшване (мотопіхота) і артилерійський полк Стіва Біко (міномети повітряного базування).
- На південь від Таба Тшване, на окремій території, розташований технічний базовий комплекс «Центуріон», де дислокуються полк «Багака», парашутно-десантний полк «Ухосі», 1-й військовий поліграфічний полк, 4-й топографо-геодезичний полк і армійське інженерне формування. Як повідомляється, тут також розміщений Центр підготовки технічної служби і підрозділи SAMHS і SAAF. База, назва якої TEK може бути похідною від «Tegnies Basis Werkswinkel», розташована в Центуріоні, на південь від Преторії. Вона має житловий комплекс для активних членів.
- Вальманнсталь є домом для штабу 43 бригади Південної Африки.
- У Центуріоні дислокується 3 парашутний батальйон.
- На Об'єднаній базі забезпечення в Вандербумі розташовані Школа зв'язку, 1 полк зв'язку, 2 полк зв'язку, 3 електронна майстерня, 4 полк зв'язку і 5 полк зв'язку.
- На кількох армійських базах в Йоганнесбурзі розташовані 21 південноафриканський піхотний батальйон, штаб 46 південноафриканської бригади, 6-й полк польових інженерів, 1-й будівельний полк, 35-й полк інженерного забезпечення, легка піхота Ренду (мотопіхота), Йоганнесбурзький полк (мотопіхота), полк Соломона Махлангу (мотопіхотний), полк ОР Тамбо (мотопіхотний), полк Ендрю Млангені (мотопіхотний), полк Ленонг (мотопіхотний), Сандфонтейнський артилерійський полк (артилерія) і Йоганнесбурзький легкий кінний полк (бронетанковий полк).
- У Беноні дислокується зенітний полк Івомбе (зенітна артилерія).
- У Спрінгсі дислокується зенітний полк Сехухуне (зенітна артилерія).
- На військовій базі Гейдельберг розташована гімназія армії ПАР.
- У Гермістоні дислокується стрілецький полк «Бамбата» (механізована піхота).
- У Ферінігінгу дислокується зенітний полк «Галешеве» (зенітна артилерія).

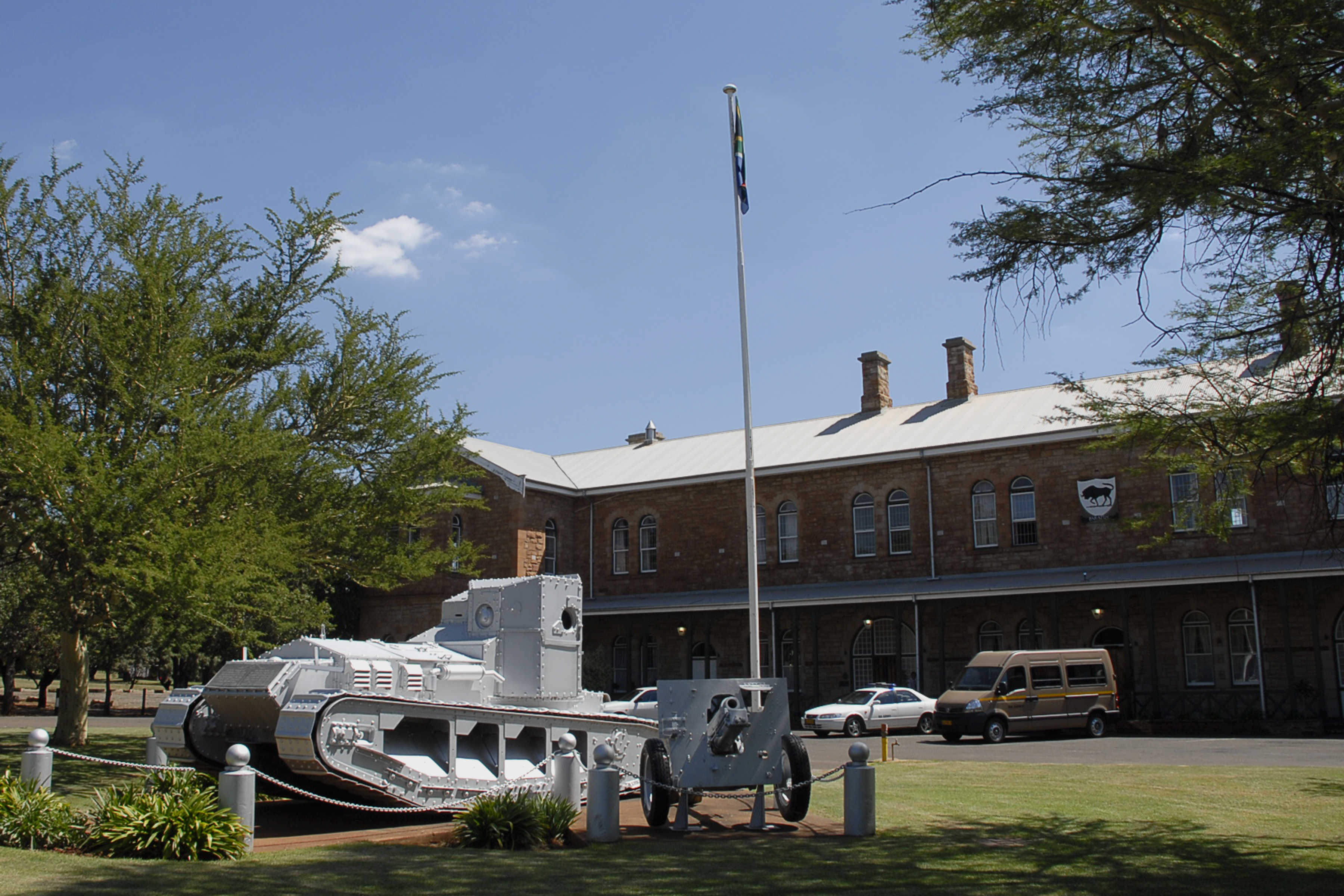
Південноафриканський армійський коледж у Преторії.

#### Західнокапська провінція
- У Кейптауні розташовано кілька армійських баз, на яких дислокуються 9-й південноафриканський піхотний батальйон (морська піхота), армійський оркестр, полк Гоннема (механізована піхота), полк генерала Яна Смутса (механізована піхота), Головний стрілецький полк Лангалібалеле (мотопіхота), Артилерійський полк ім. Нельсона Мандели (артилерія), Зенітний полк ім. Аутшумато (зенітна артилерія), Бронетанковий полк ім. Блауберга (бронетанковий полк) та Польовий інженерний полк ім. Іхаву.
- На військовій базі в Оудтсхорні розташована Південноафриканська піхотна школа.

#### Північнокапська провінція
- На армійській базі в Кімберлі розташовані Школа зенітної артилерії, 10 зенітний полк (зенітна артилерія), 3 південноафриканський піхотний батальйон (базовий навчальний підрозділ армії), полк Кімберлі (мотопіхота) і зенітний полк Маджаканділа (зенітна артилерія).
- На полігоні Лохатла розташований Центр бойової підготовки армії ПАР, де проводяться великі армійські польові навчання. Тут також розташована 101 польова майстерня і 16 підрозділів технічного обслуговування.
- На військовій базі в Апінгтоні дислокується 8 південноафриканський піхотний батальйон (механізована піхота).

#### Північно-Західна провінція
- На армійській базі Потчефструм розташовані Школа артилерії, 4 артилерійські полки (артилерія), артилерійський мобільний полк (артилерія), Школа тактичної розвідки, 1 полк тактичної розвідки, полк генерала де ла Рея (механізована піхота), полк Потчефструмського університету (артилерія) і бронетанковий полк «Молапо» (бронеавтомобільний полк).
- На військовій базі Махікенг дислокується 10 південноафриканський піхотний батальйон (мотопіхота).
- В Оркні дислокується полк «Скунспрут» (мотопіхота).
- На армійській базі Зееруст дислокується 2 південноафриканський піхотний батальйон (мотопіхота)[50].

#### Квазулу-Наталь
- У Дурбані дислокується армійський оркестр, Дурбанська легка піхота (механізована піхота), артилерійський полк імені короля Четшвайо (артилерія), кінні стрільці імені королеви Нанді (танковий полк), кінні стрільці Умвоті (бронетанковий полк), полк імені короля Шака (мотопіхота) і 19-й інженерно-саперний полк Південно-Африканської армії (SAEC).
- У Пітермаріцбурзі дислокуються карабінери Інгобамахосі (мотопіхота).
- На військовій базі Мтубатуба дислокується 121 південноафриканський піхотний батальйон (мотопіхота).
- На військовій базі Ледісміт дислокується 5 південноафриканський піхотний батальйон[51].

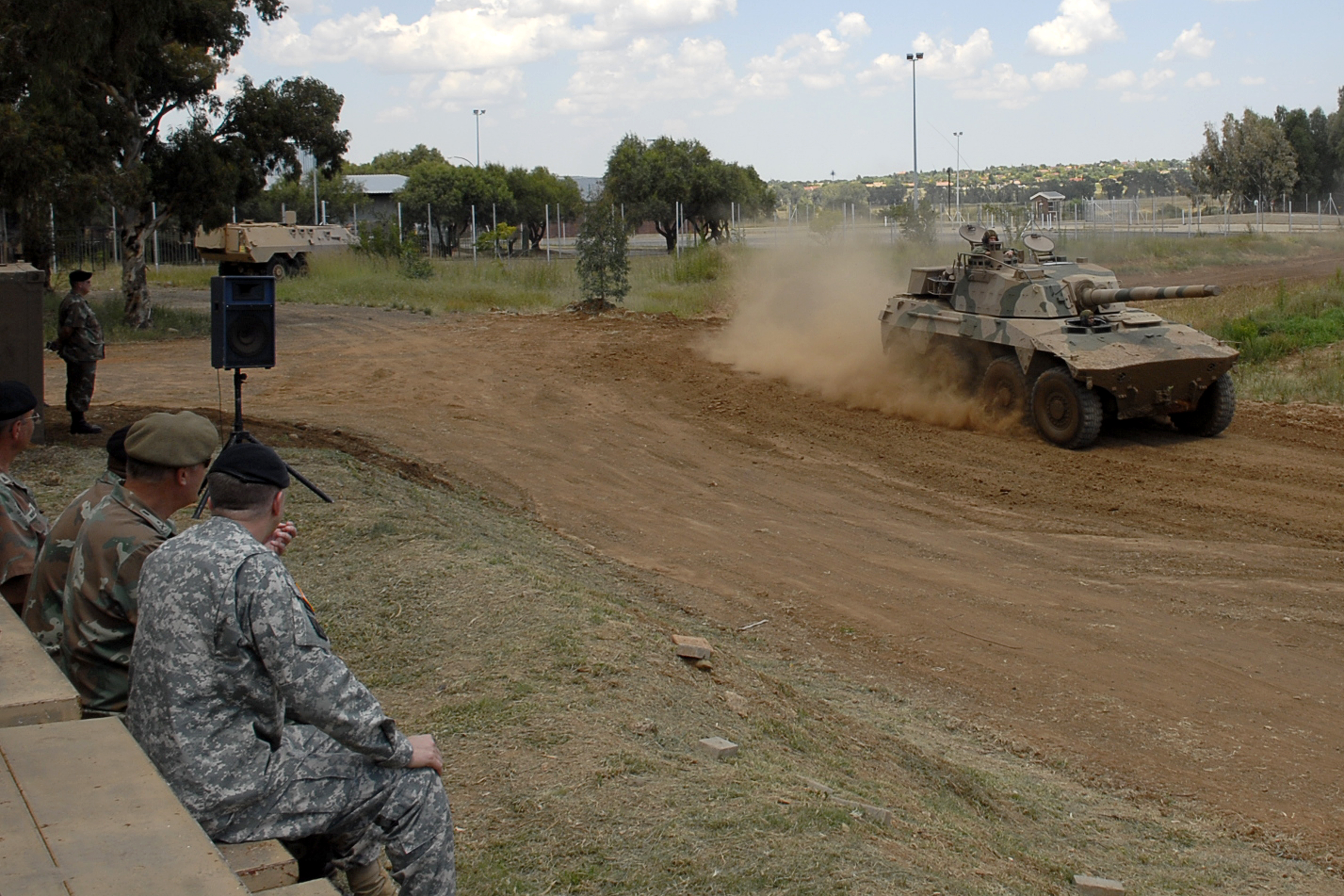
1 Special Service Battalion at Tempe Base.

#### Мпумаланга
- На військовій базі Мідделбург дислокується 4 південноафриканський піхотний батальйон (мотопіхота).
- У Барбертоні дислокується полк генерала Бота (мотопіхота).

#### Лімпопо
- На військовій базі Полокване дислокується армійський оркестр і полк Мапунгубве (мотопіхота).
- На військовій базі Фалаборва дислокується 7 південноафриканський піхотний батальйон (мотопіхота).
- На військовій базі Тхохоянду дислокується 15 південноафриканський піхотний батальйон (мотопіхота).

Головний штаб південноафриканської армії розташований в Салвокопі, Преторія, в комплексі Деквар Роуд разом з 102 польовою майстернею SAOSC, 17 підрозділом технічного обслуговування і Департаментом військової охорони здоров'я Південноафриканської військової служби охорони здоров'я (South African Military Health Service Military Health Department).

## Бюджет
На 2023 фінансовий рік було виділено близько 15,7 мільярдів рандів.
Переважна більшість армійської техніки добігає кінця свого терміну служби, а деякі зразки (наприклад, основний бойовий танк «Оліфант») були випущені десятки років тому.
Проте Національні сили оборони ПАР почали виправляти ситуацію, закупивши 244 бойові машини піхоти Badger в рамках програми Hoefyster. Заплановані й інші закупівлі, які мають відбуватися відповідно до керівного документу «Army Vision 2020». SANDF розпочав проект під назвою «Африканський воїн», який спрямований на модернізацію обладнання та озброєння SANDF. Проект був дуже успішним протягом останніх років, і зараз на озброєнні південноафриканської армії перебуває штурмова гвинтівка R4 21-го століття.

## Озброєння
На озброєнні південноафриканської армії перебуває велика кількість різноманітної військової техніки.

### Короткий огляд озброєння
| Тип озброєння                     | Назва                | Кількість    |
| --------------------------------- | -------------------- | ------------ |
| Основні бойові танки              | Olifant              | 195          |
| Винищувачі танків                 | Rooikat              | 240          |
| Винищувачі танків                 | Ratel ZT-3           | 52           |
| Бойові машини піхоти              | Ratel IFV            | 1,200        |
| Бойові машини піхоти              | Badger IFV           | 244 on order |
| Бронетранспортери                 | Mamba                | 440+         |
| Протимінний захист                | Casspir              | 370+         |
| Артилерія                         | GV5 Leopard          | 72           |
| Артилерія                         | GV1 25-pounder       | невідомо     |
| Самохідні артилерійські установки | GV6 Rhino            | 43           |
| Самохідні артилерійські установки | T5-52                | 6            |
| Реактивна артилерія               | Bateleur FV2         | 25           |
| Реактивна артилерія               | Valkiri              | 76           |
| Зенітні автоматичні гармати       | Oerlikon GDF         | 150          |
| Зенітні автоматичні гармати       | ZU-23-2 Zumlac       | 36           |
| Броньовані військові вантажівки   | SAMIL 20             | тисячі       |
| Броньовані військові вантажівки   | SAMIL 50             | тисячі       |
| Броньовані військові вантажівки   | SAMIL 100            | тисячі       |
| Броньовані військові вантажівки   | MAN Transport Trucks | невідомо     |
| Броньовані військові вантажівки   | Kynos Aljaba Trucks  | невідомо     |

## Подальші програми
- Проект Aorta: схема нового основного бойового танка. Південноафриканський бронетанковий корпус мав на озброєнні 168 танків Olifant Mk1B і Mk2, модифікованих крейсерських танків Centurion. Танк Centurion у своїх ранніх версіях вперше був використаний в Німеччині в останні тижні Другої світової війни (три машини були перекинуті в Північну Німеччину, але не встигли прибути вчасно, щоб взяти участь у бойових діях). Від 90 до 110 танків мали стати частиною урядового Стратегічного оборонного пакету, але з різних причин залишились на узбіччі.
- Проект Hoefyster: Закупівля бойових машин піхоти нового покоління. 244 бойові машини піхоти Badger на замовлення вартістю 8,4 млрд рандів. Контракт отримала компанія Denel Land Systems.
- Проект Musuku: Розробка і придбання передової багатоцільової легкої артилерійської гармати у вигляді 105-мм «легкого експериментального боєприпасу».
- Проект Outcome (GBADS III): Заплановане придбання всепогодного зенітно-ракетного комплексу «Умхонто» (AWSAM). Дати поки що не визначені.
- Проект Protector (GBADS II): Розробка і часткове придбання мобільної наземної системи протиповітряної оборони. Можливий бюджет 3 млрд рандів на наземну ІЧ-ракету «Умхонто».
- Проект Sepula: Бронетранспортер нового покоління для армії ПАР на заміну 440+ Mamba і 370+ Casspir, що залишаються на озброєнні. Ідея полягає в тому, що машина Sepula повинна мати високий рівень спільності з Vistula і, принаймні, мати спільну трансмісію, щоб сформувати «сімейство» машин. Якщо припустити, що на мотопіхотний батальйон припадає близько 90 машин і помножити це на кількість регулярних підрозділів, а також «деяких» полків Резервних сил, то буде потрібно близько 1000 машин вартістю від 3 до 4 мільйонів рандів кожна.
- Проект Tladi: протитанковий комплекс «Zone 1». Портативний піхотний ПТРК нового покоління на заміну РПГ7 і FT5.
- Проект Vistula: придбання до 3000 нових тактичних вантажівок вантажопідйомністю 5 т і 10 т для Армії ПАР та її споріднених служб. На заміну серії SAMIL.
- Проект Warrior: Десантувальна система. Дослідження з питань закупівлі товарів з низьким рівнем ризику завершено у 2006 році. Триває розробка плану розвитку складних підсистем.[68]

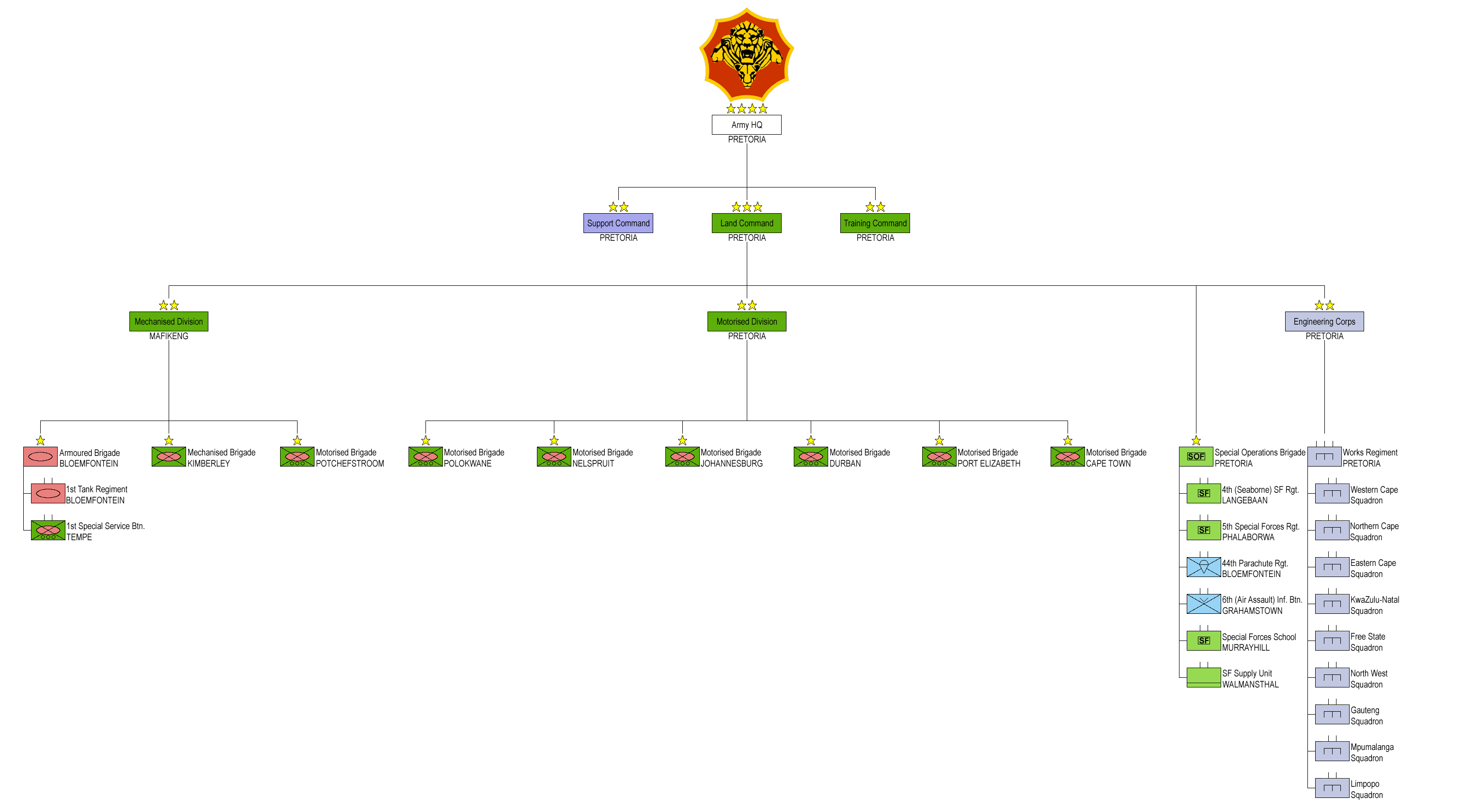
Майбутня структура армії ПАР

## Галерея

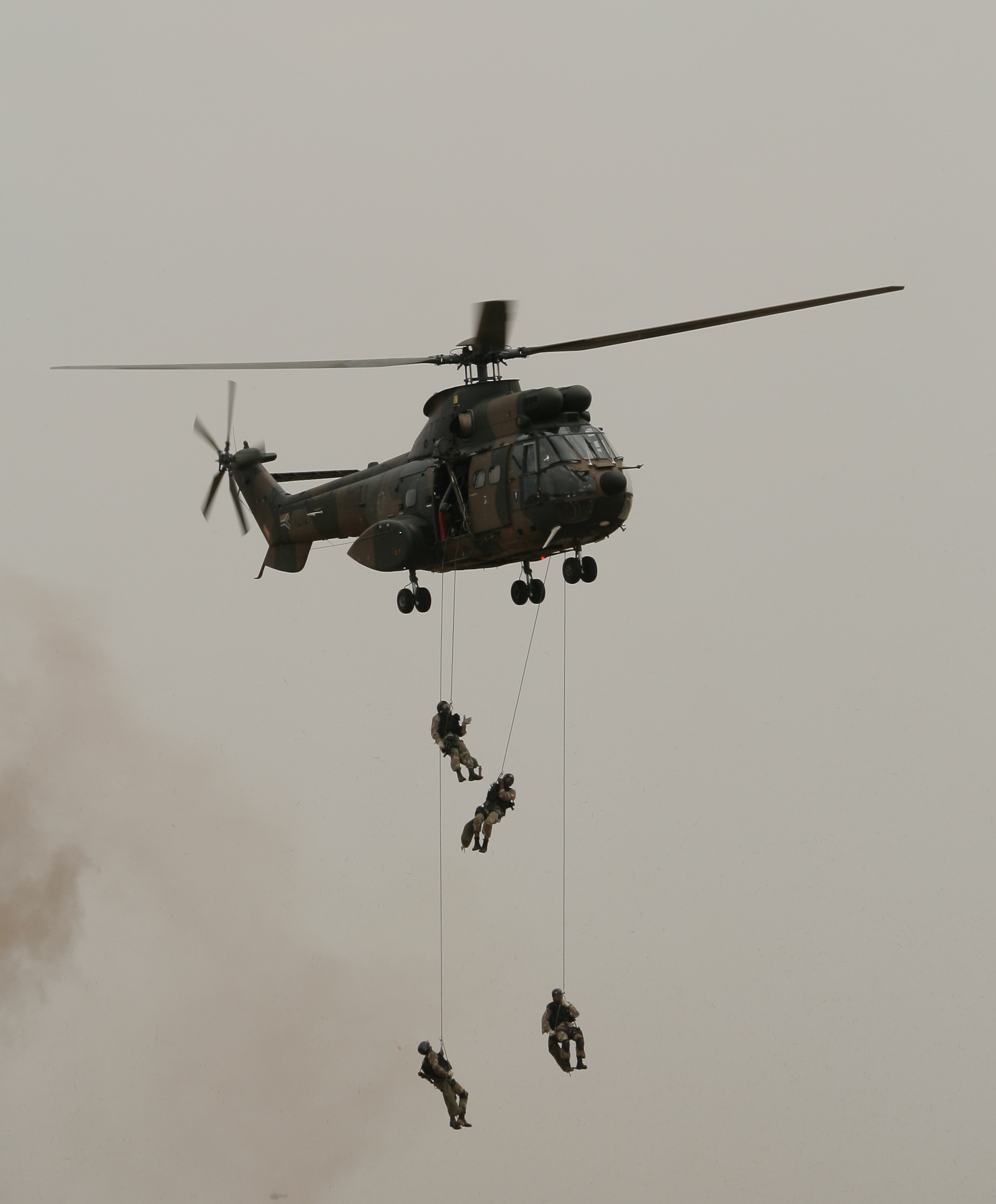
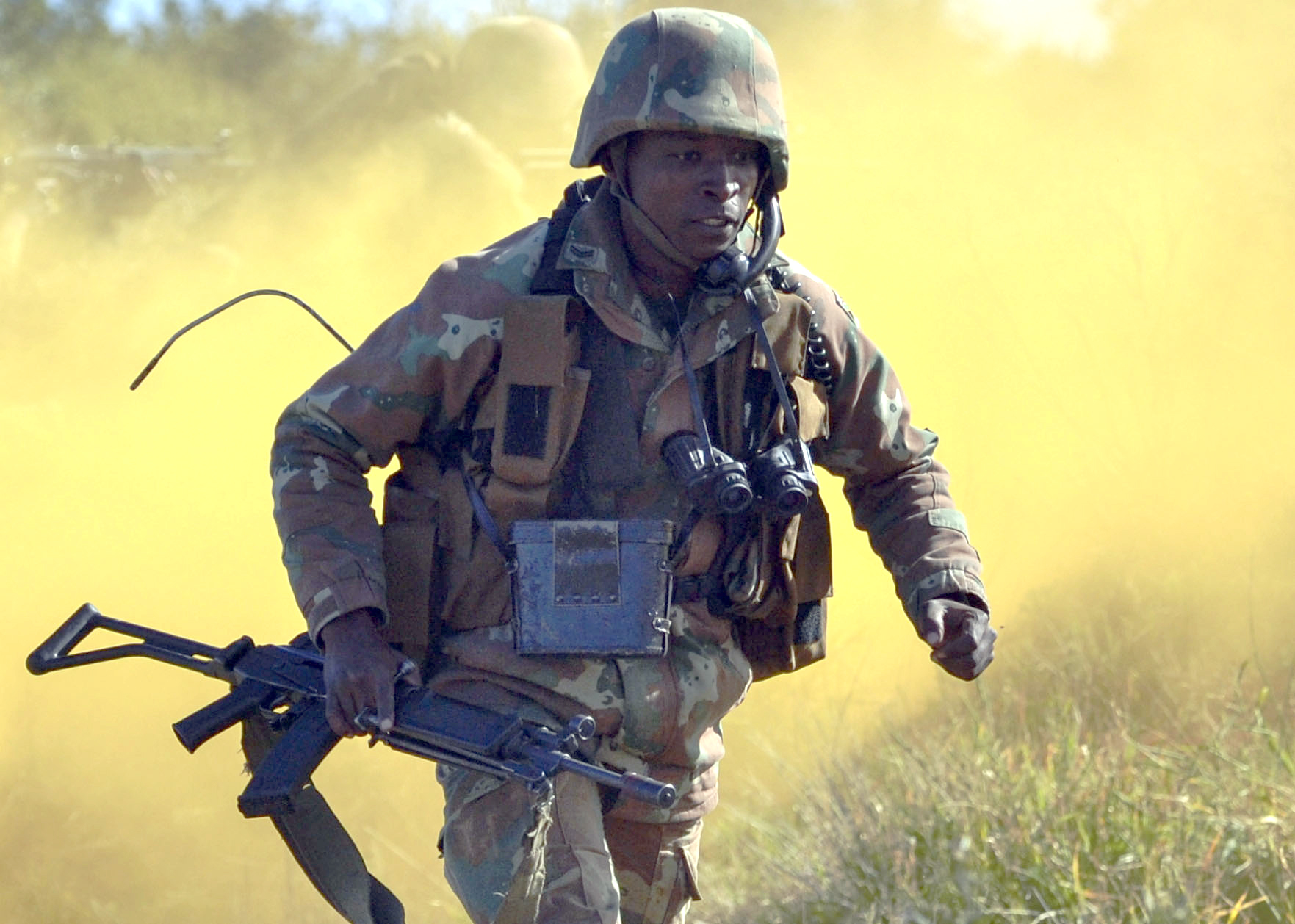
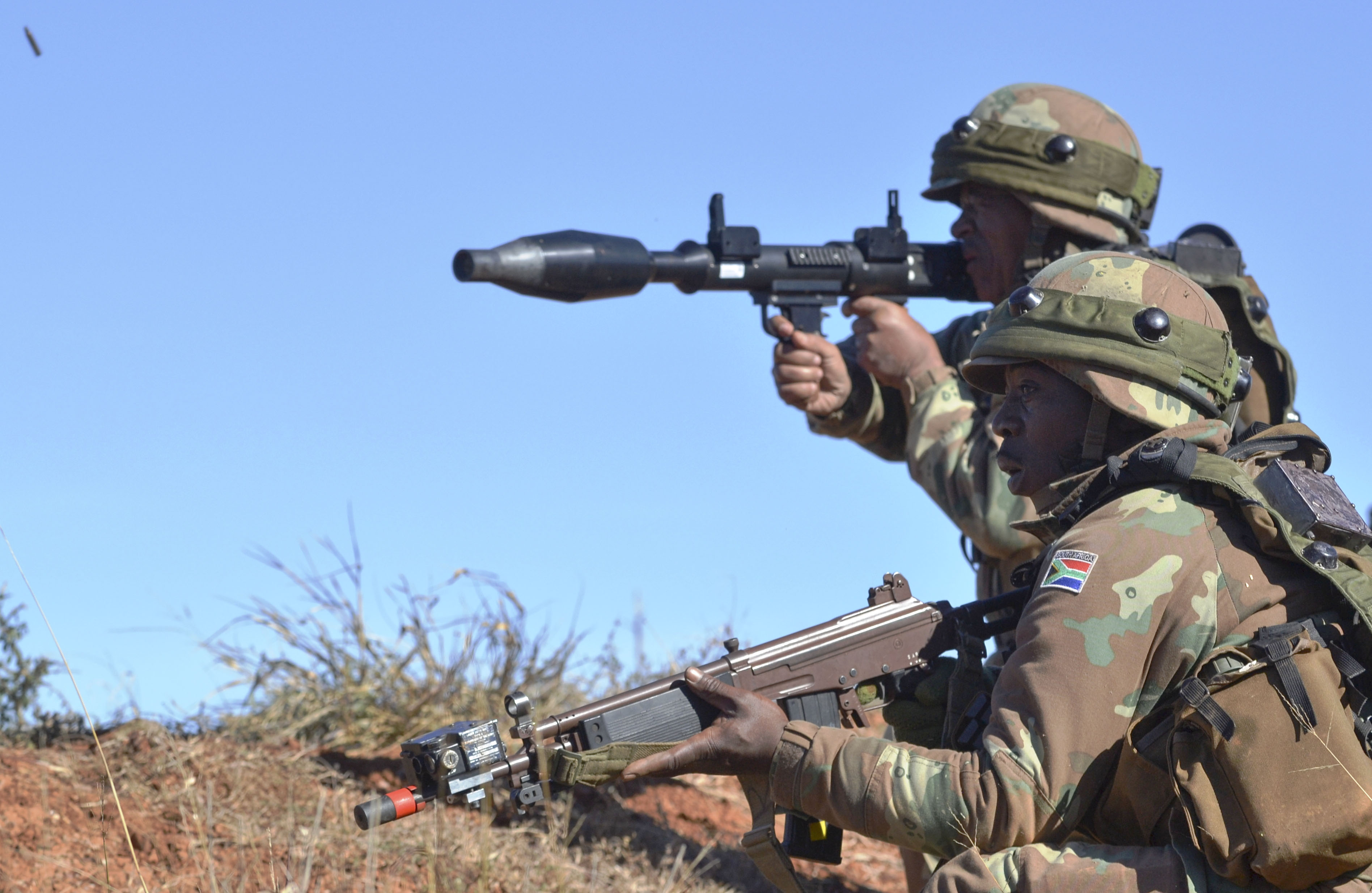
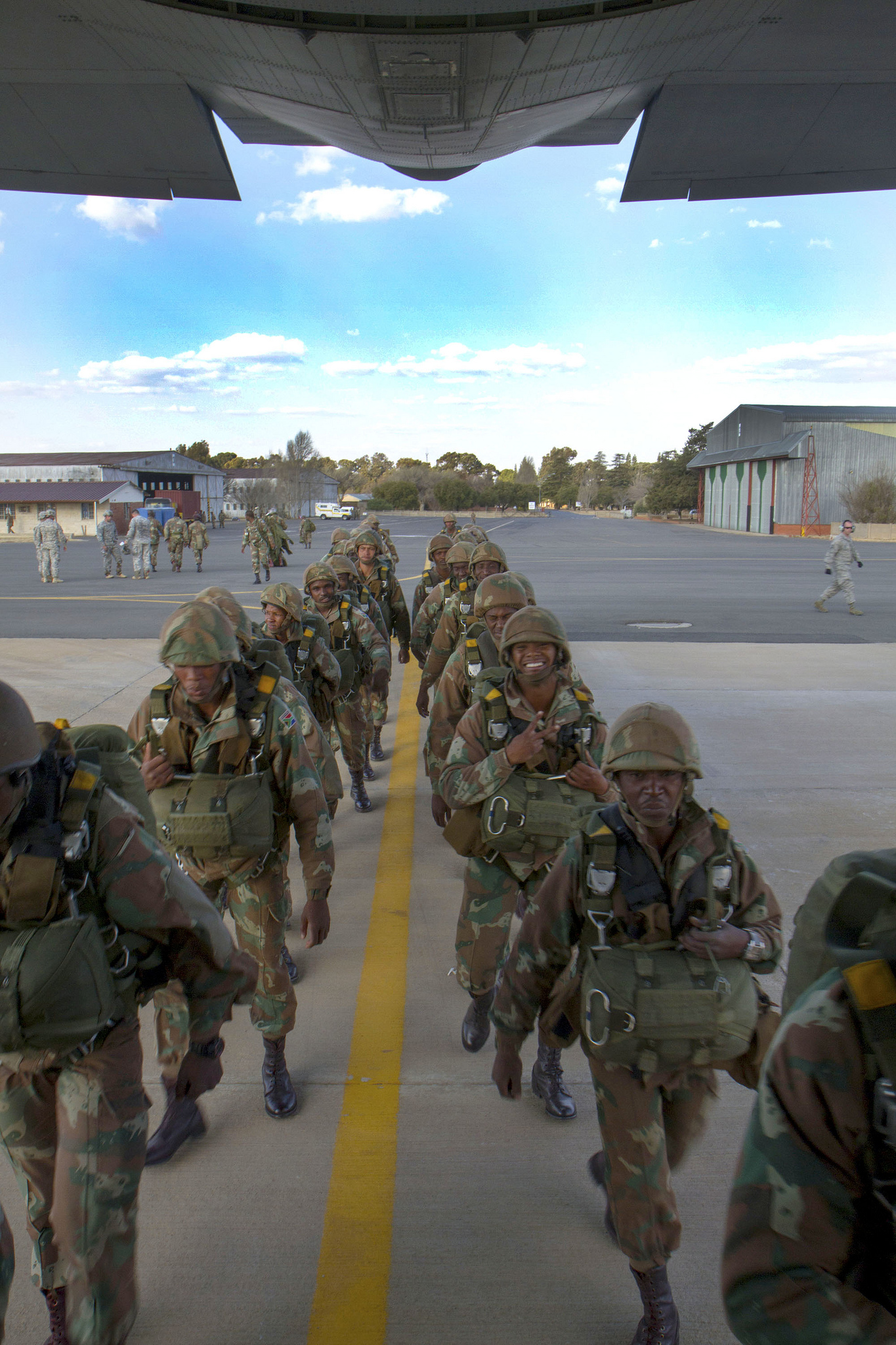
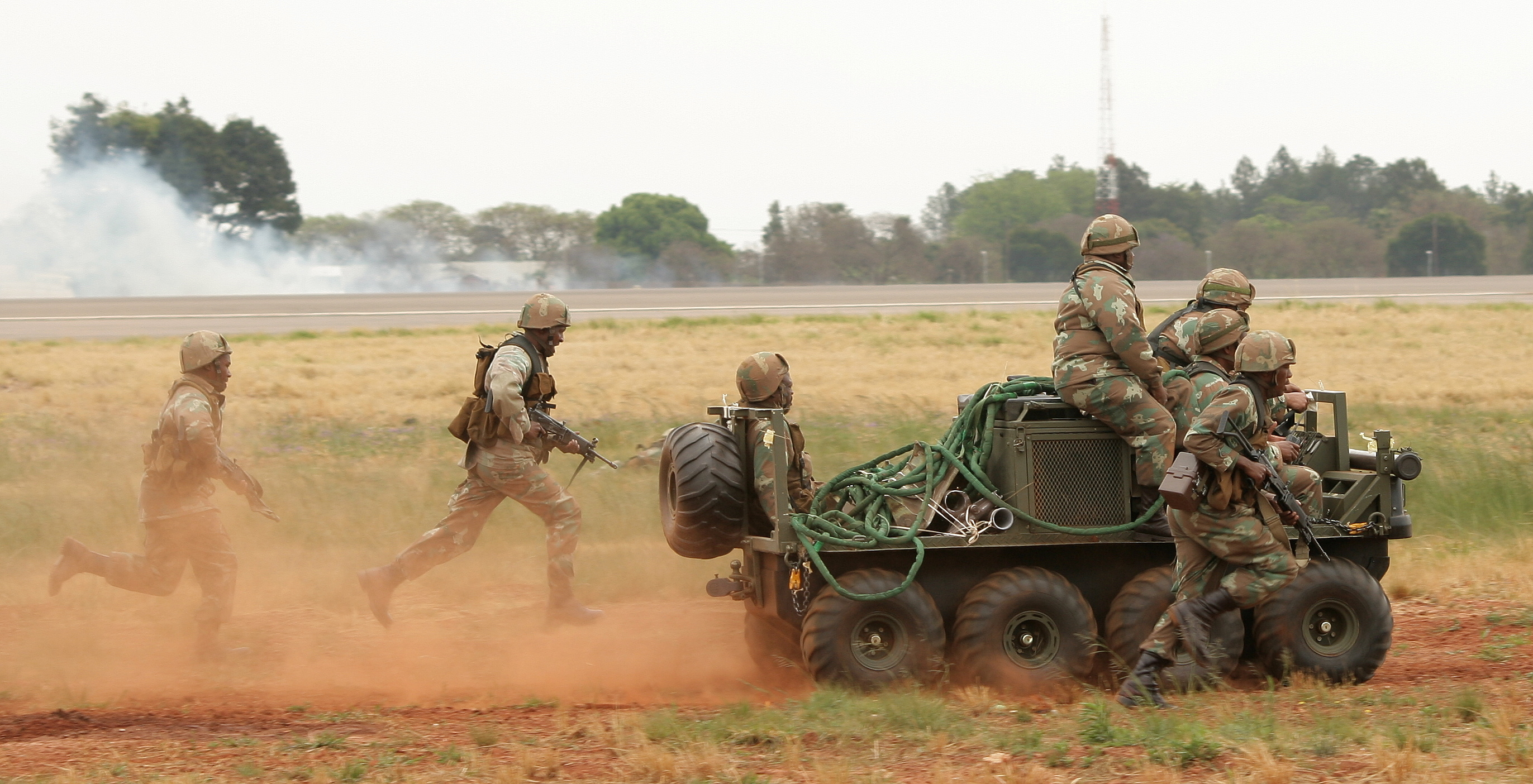
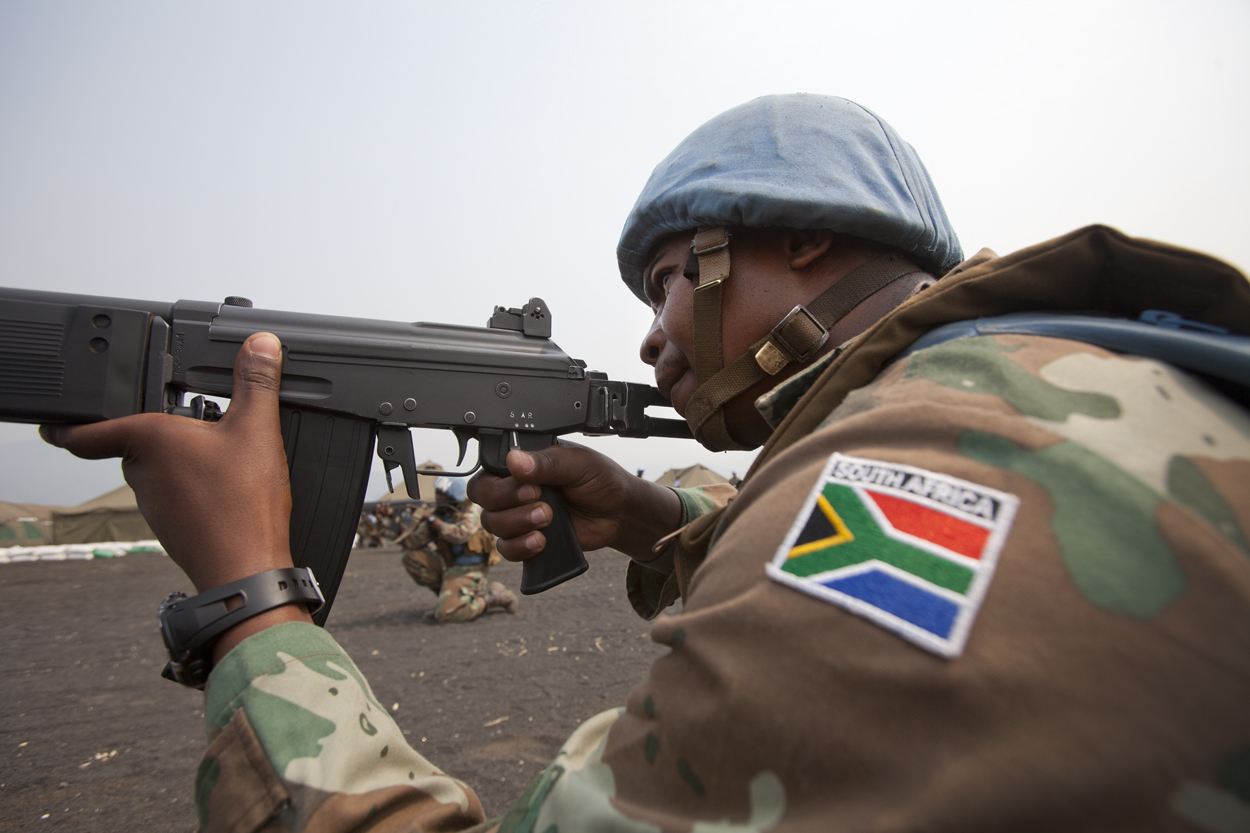
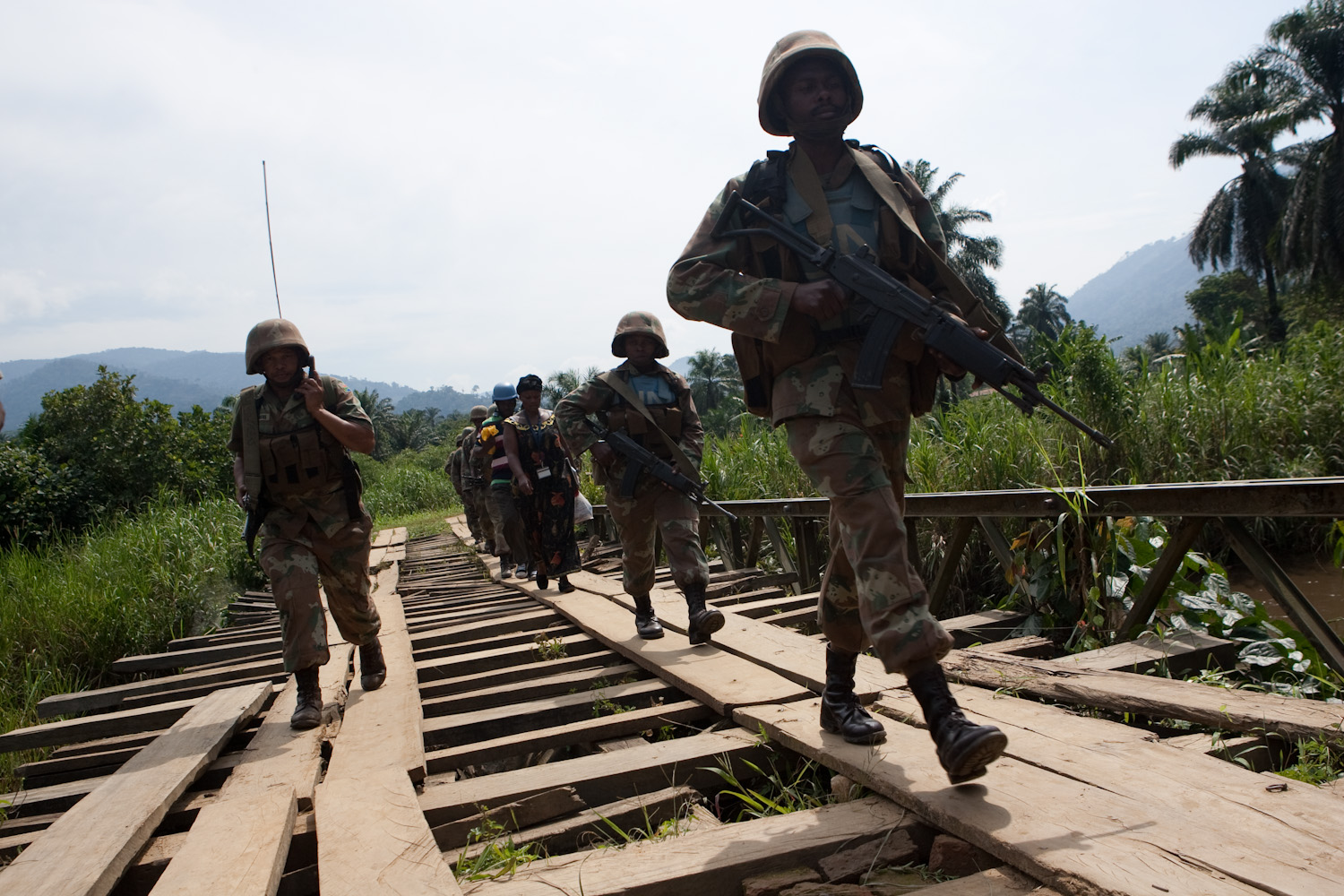
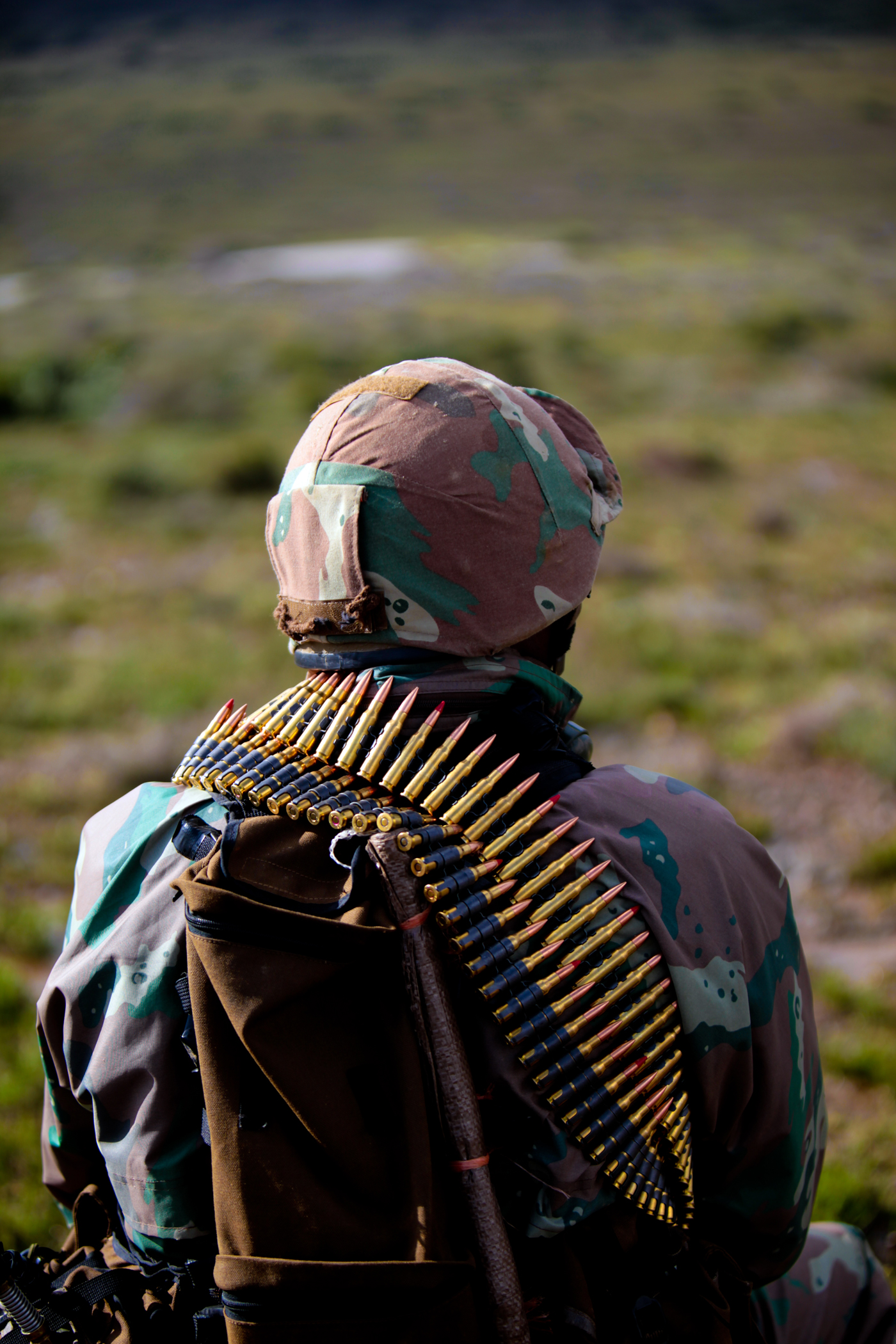
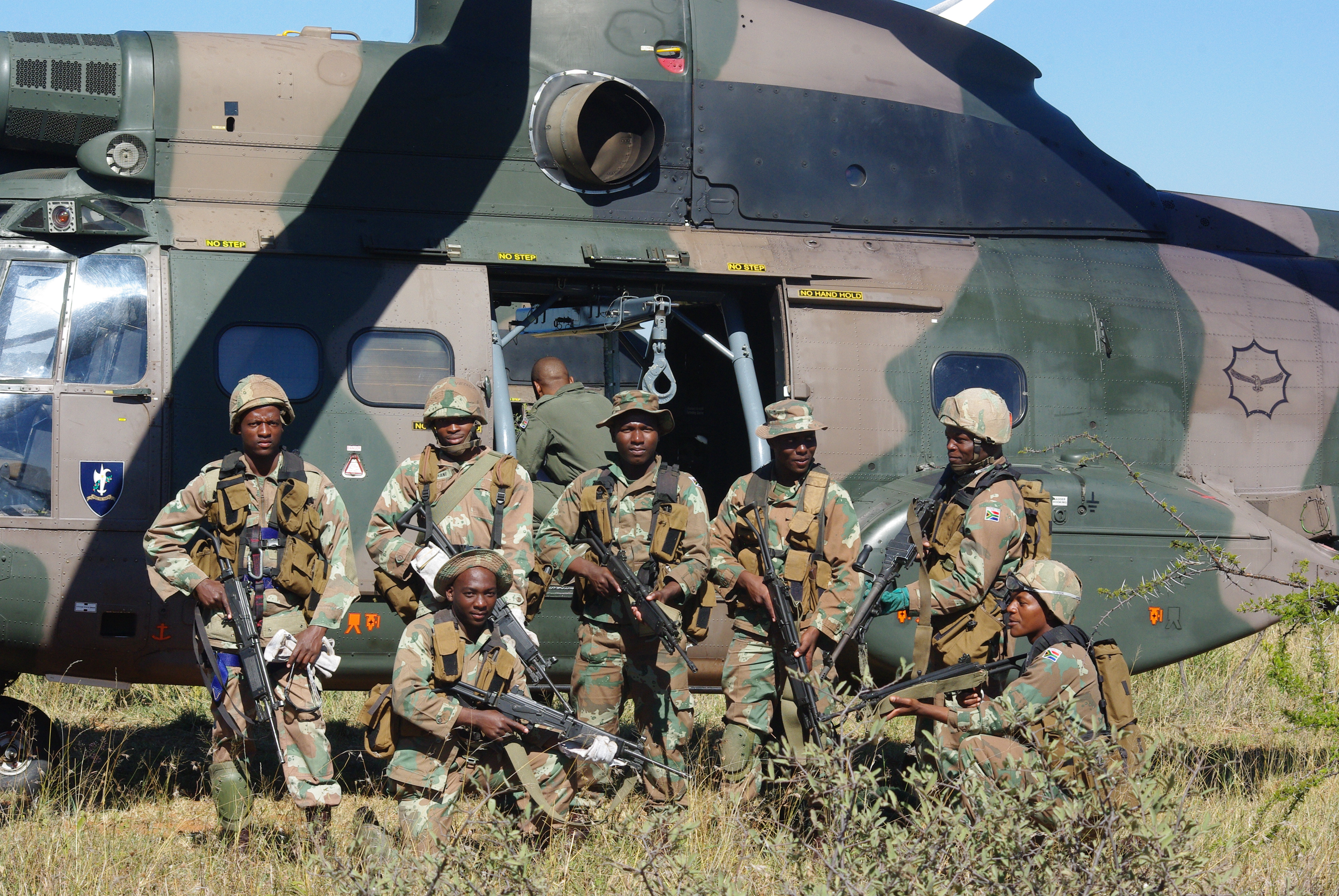
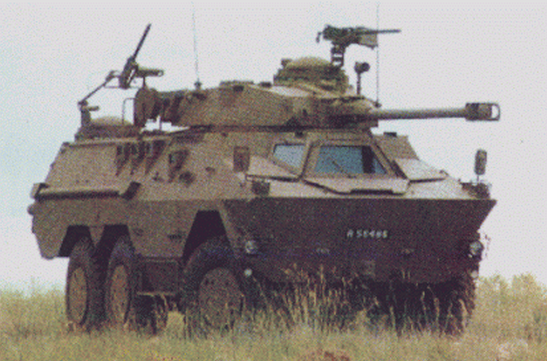
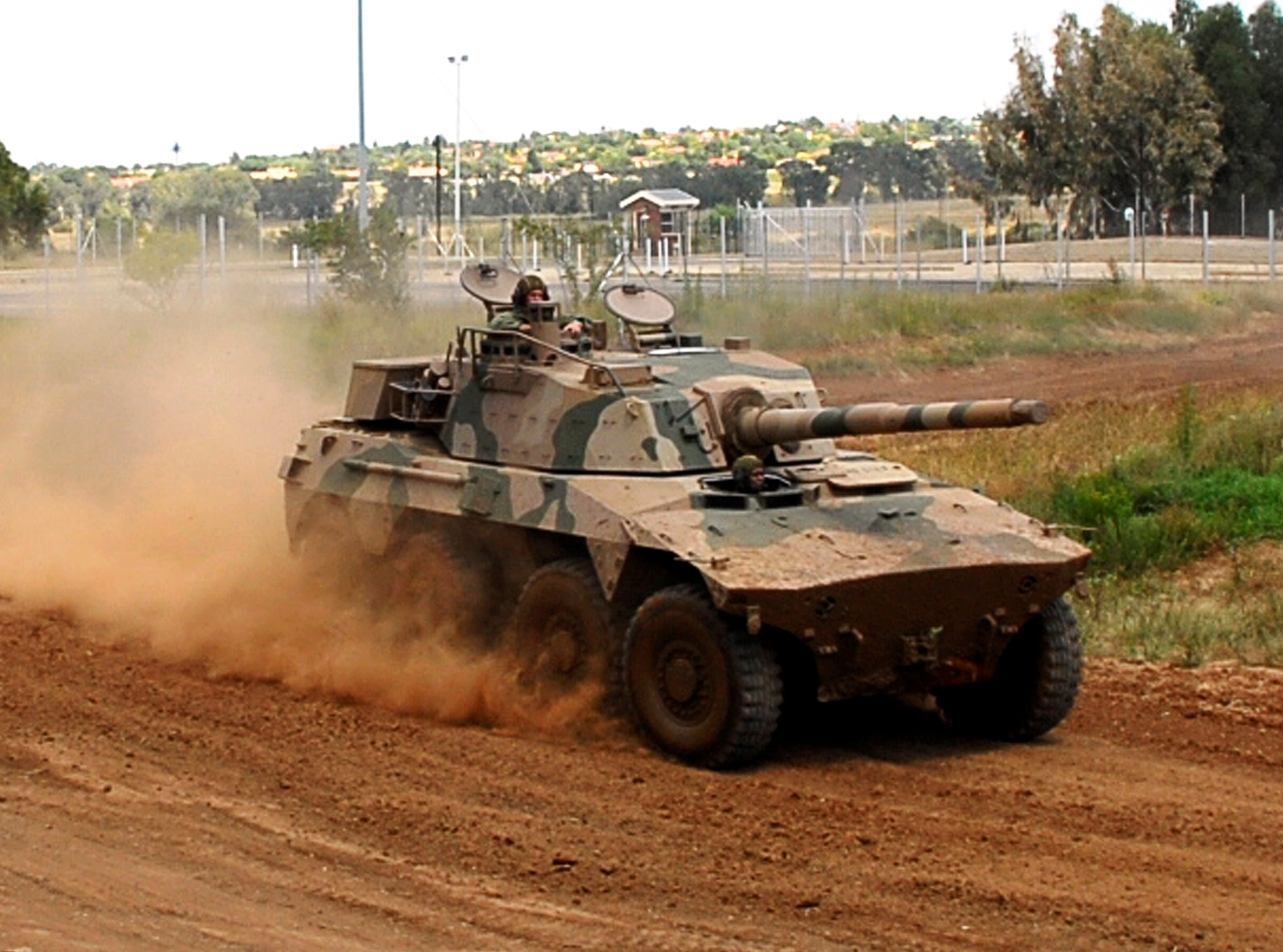